# Liste der Kulturdenkmale in Wermsdorf

Wappen von Wermsdorf

In der Liste der Kulturdenkmale in Wermsdorf sind die Kulturdenkmale der sächsischen Gemeinde Wermsdorf verzeichnet, die bis Oktober 2020 vom Landesamt für Denkmalpflege Sachsen erfasst wurden (ohne archäologische Kulturdenkmale). Die Anmerkungen sind zu beachten.
Diese Aufzählung ist eine Teilmenge der Liste der Kulturdenkmale im Landkreis Nordsachsen.

## Wermsdorf
| Bild                                    | Bezeichnung | Lage | Datierung | Beschreibung | ID       |
| --------------------------------------- | --- | --- | --- | --- | -------- |
| Weitere Bilder                          | Postmeilensäule | Alte Poststraße (Karte) | Bezeichnet mit 1724 | Kursächsische Postmeilensäule (Sachgesamtheit); Halbmeilensäule, verkehrsgeschichtlich von Bedeutung. Kursächsische Halbmeilensäule aus Sandstein, mit verschiedenen Inschriften. Stele nach unten verjüngend auf Postament, abschließende Platte mit Bekrönung, zwei Spiegelfelder mit verschiedenen Inschriften.Spiegel 1: „Wermsdorf 1 St. 1/4“, Posthornzeichen, „1724“. 2. Spiegel: „Wurtzen 3 St.“, Posthornzeichen, „1724“. Postsäule an Originalstandort, etwa 5 km westlich vor Wermsdorf, Richtung Sachsendorf zwischen den Forstflügeln D und E an der Nordseite der Straße. Sie hat die Reihennummer 18, 1975 originales Kopfstück mit neuer Abdeckplatte von dem Dahlener Steinmetzmeister Georgi aufgesetzt und Schrift neu ausgeführt. | 08974237 |
| Weitere Bilder                          | Wasserhaus | Altes Jagdschloß (Karte) | 1885 | Durch seine ehemalige Funktion technisches Denkmal mit ortsgeschichtlicher Bedeutung. Um 1885 erbaut, 1995 rekonstruiert, zur Brauchwasserversorgung (siehe Tafel), kleiner massiver Bau mit Ziegelsockel, Gebäude verputzt, mit Dach in Formensprache des Schweizer Stils. | 08974221 |
|                                         | Gedenkstein für die Opfer des Faschismus | Altes Jagdschloß (Karte) | Nach 1945 | Ortsgeschichtliche Bedeutung. Kunststeinblock mit Tiefreliefs (Winkel, KZ) auf niedrigem Sockel, darauf Plastik eines Toten: gefesselter KZ-Häftling (Kunststein). Inschrift „Den Opfern des Faschismus gewidmet / Die Gemeinde Wermsdorf“. | 08974232 |
| Weitere Bilder                          | Meilenstein | Altes Jagdschloß (Karte) | 2. Hälfte 19. Jahrhundert | Königlich-Sächsischer Meilenstein; Ganzmeilenstein, an der Poststraße nach Wurzen, technisches Denkmal und verkehrsgeschichtliches Zeugnis. Sandstein mit gerundetem Abschluss, hohes Postament, sächsische Krone (Gusseisen), Inschrift „Bahnhof Luppa-Dahlen 1,00 M, Wermsdorf 0,19 M“, restauriert 2011. | 08974219 |
| Weitere Bilder                          | Altes Jagdschloss mit Brunnenhaus, Reithalle, Einfriedung, Brücke, Grenzsteinen und Denkmal für König Albert sowie Schlossgarten mit Pferdeschwemme (Gartendenkmal)         | Altes Jagdschloß 1 (Karte) | 1608, 1617–1626 (Schloss); 17.–19. Jahrhundert (Einfriedung); um 1700 (Brücke); 19. Jahrhundert (Grenzstein); 1932 (Reithalle) | Das Alte Jagdschloss ein bedeutender sächsischer Renaissancebau, die Reithalle mit Lamellendach in Zollinger-Bauweise, Denkmal für König Albert eine Kopie von 1998, Anlage von orts- und landesgeschichtlicher Bedeutung | 08974233 |
| Weitere Bilder                          | Ehemalige Poststation mit Einfriedung in offener Bebauung, heute Schule | Altes Jagdschloß 3 (Karte) | 1. Hälfte 18. Jahrhundert | Repräsentativer, das Ortsbild prägender Barockbau, als alte Poststation mit landesgeschichtliche und ortsgeschichtliche Bedeutung. Zweigeschossiger massiver Putzbau, Mittelrisalit mit Dreiecksgiebel, Sandsteingewände, zwei Sandsteinportale, straßenseitig klassizistisches Tor mit Oberlicht, alte Fenster, Mansarddach mit Gauben, Kronendeckung. Einfriedung: verputztes Mauerwerk. | 08974220 |
| Weitere Bilder                          | Ehemaliger Gasthof „Roter Ochse“ | Altes Jagdschloß 6 (Karte) | Bezeichnet mit 1786 | Imposantes Gebäude mit orts- und sozialgeschichtlicher Bedeutung, Fachwerkbau. Zweigeschossiger Bau, Erdgeschoss massiv, verputzt, liegende Fenster, Obergeschoss straßenseitig Fachwerk (verbrettert), Fenster erneuert, Krüppelwalmdach, entstellende breite Schleppgaube, breite Tordurchfahrt. | 08974222 |
| Direkt Bild zu diesem Denkmal hochladen | Portal aus Porphyrtuff | Am Anger 13 (Karte) | Bezeichnet mit 1746 | Künstlerisch-handwerklich von Bedeutung, schönes barockes Korbbogenportal mit Relief im Schlussstein. Portal aus Porphyrtuff, Schlussstein mit Relief zweier gekreuzter Fische. | 08974229 |
| Direkt Bild zu diesem Denkmal hochladen | Friedhof Hubertusburg (Sachgesamtheit) | Am Fasanenholz (Karte) | Um 1900 | Sachgesamtheit Friedhof Wermsdorf, mit den Einzeldenkmalen: Leichenhalle, Kriegerdenkmal für die Gefallenen des Ersten Weltkrieges und sowjetisches Ehrenmal (siehe 08974241) sowie gärtnerisch gestaltete Friedhofsanlage (Gartendenkmal); ortshistorisch und gartenhistorisch bedeutend. Friedhof heute aufgelassen. - Friedhofsgestaltung: zwei Zugänge von Norden (Am Fasanenholz), Raster aus je drei von Alleen aus ehemals geschnittenen Linden begleitete Längs- und Querwegen, östlicher Abschnitt des mittleren Querweges und -allee nicht mehr vorhanden, Baumpaar aus Linden südlich der Leichenhalle - Einfriedung: Holzlattenzaun | 09302271 |
| Direkt Bild zu diesem Denkmal hochladen | Leichenhalle, Kriegerdenkmal für die Gefallenen des Ersten Weltkrieges und sowjetisches Ehrenmal (Einzeldenkmale zu ID-Nr. 09302271)                                        | Am Fasanenholz (Karte) | Um 1912 (Leichenhalle); nach 1918 (Erster Weltkrieg); nach 1945 (Mahn- und Gedenkstätte Sowjetbürger)                          | Einzeldenkmale der Sachgesamtheit Friedhof Wermsdorf; ortshistorisch bedeutend, die Leichenhalle baugeschichtlich interessant, im Reformstil der Zeit nach 1900. - Leichenhalle: abwechslungsreicher Grundriss, vielgliedrige Dachlandschaft, eingeschossiger Putzbau mit hoher Trauerhalle, originale Fenster, Bleiglasfenster, Eingangstür, Fußbodenfliesen, seitlich der Treppe Blumentröge aus Sandstein, Sandsteinsockel, Biberschwanzdeckung, oktogonaler Dachreiter - Sowjetisches Ehrenmal: Grabanlage mit Gedenkstein, obeliskartige Stele, Ziegelmauerwerk mit Kunststeinabschluss und Bekrönung durch Sowjetstern aus Metall, eingelassene, polierte Granittafel mit russischer Inschrift, Ziegelsockel, 15 anonyme Einzelgräber mit obeliskartiger roter Holzstele, kleiner gelber Sowjetstern vorgesetzt - Kriegerdenkmal: mensaartiger Block aus Werkstein, auf gestuftem Sockel, darauf großes Holzkreuz, dreiseitig umlaufender Weg gepflastert mit Natursteinplatten, seitlich Gedenksteine aus Sandstein mit jeweils einem Name eines Gefallenen, Anlage durch niedrige Werksteinmauer begrenzt | 08974241 |
|                                         | Gedenkstein für Gefallene der Völkerschlacht | Am Lindigt (Karte) | Bezeichnet mit 1913 | Ortshistorisches Zeugnis; Gedenkstein für gefallene Krieger der Völkerschlacht, Monolith aus rotem Granit, Relief Eisernes Kreuz, Inschrift „1813–1913“, Tafel mit Aufschrift | 08974238 |
|                                         | Forsthaus und Nebengebäude | Bischofsweg 4, 6 (Karte) | Um 1912 | Architektonisch qualitätvolle Anlage im Heimatstil, als Forsthaus mit ortsgeschichtlicher Bedeutung. - Forsthaus: zweigeschossiger Bau, Sockel Polygonalmauerwerk, Erdgeschoss massiv (verputzt), Obergeschoss Fachwerk (verbrettert), Walmdach (Biberschwanzdeckung) mit Zwerchgiebel (verbrettert), Fledermausgauben, teilweise originale Fenster und -läden mit ausgesägten Tiermotiven (Dackel, Hase, Eichhörnchen) - Nebengebäude: eingeschossiger Bau mit Satteldach (Biberschwanzdeckung), teilweise massiv, teilweise Fachwerk (verbrettert), originale Tür und auch Fenster weitgehend original | 08974236 |
| Direkt Bild zu diesem Denkmal hochladen | Wohnhaus in offener Bebauung, ehemalige Knabenschule | Calbitzer Straße 1 (Karte) | Um 1840 | Imposanter Fachwerkbau in Straßenbild prägender Lage, als alte Knabenschule von ortsgeschichtlicher Bedeutung. Zweigeschossiger Putzbau, Erdgeschoss massiv, teilweise Sandsteingewände, Obergeschoss Fachwerk (weitgehend), Fenster und Haustür erneuert, Krüppelwalmdach (Biberschwanzdeckung). | 08974218 |
| Direkt Bild zu diesem Denkmal hochladen | Wohnhaus in offener Bebauung | Calbitzer Straße 5 (Karte) | Um 1820 | Weitgehend original erhaltener, spätbarocker ländlicher Bau, baugeschichtlich von Bedeutung. Zweigeschossiger Putzbau, Krüppelwalmdach (Falzziegel), jüngerer Putz, Haustür jünger, Fenster erneuert, ein Holzgewände, sonst wohl Sandsteingewände (überputzt). | 08974212 |
| Direkt Bild zu diesem Denkmal hochladen | Wohnhaus, Remise und Einfriedung des ehemaligen Freigutes | Calbitzer Straße 27 (Karte) | 1685 Dendro (Remisengebäude); bezeichnet mit 1742, im Kern älter (Wohnhaus)                                                    | Schönes barockes Bauernhaus, baugeschichtlich und als Freigut des Schlosses von ortsgeschichtlicher Bedeutung. - Bauernhaus: zweigeschossiger Putzbau, Erdgeschoss massiv, Obergeschoss Fachwerk, Erdgeschoss Sandsteingewände, Sandsteinportal mit Schlussstein „GHL 1742“, alte Fenster, Haustür erneuert, Keller mit Gewölbe, hohes Walmdach (Biberschwanzdeckung) - Einfriedung: Werksteinmauerwerk, ungeputzt (um 1900) | 08974217 |
| Weitere Bilder                          | Kirche (mit Ausstattung) | Clara-Zetkin-Straße (Karte) | 13. Jahrhundert (Kirche); 1696 (Turm)                                                                                          | Architektonisch qualitätvoller Bau mit baugeschichtlicher und ortsgeschichtlicher Bedeutung. Saalkirche mit Chorturm, verputzter Bruchsteinbau, Chorturm mit oktogonalem Glockengeschoss, barocker Haube und Laterne. | 08974208 |
|                                         | Bismarckdenkmal | Clara-Zetkin-Straße (Karte) | Bezeichnet mit 1900 | Historisches Zeugnis der Bismarck-Gedenkkultur in der späten Kaiserzeit. Sandsteinstele auf Postament, obeliskartig, Bronzemedaillon mit Bismarckkopf, Inschrift „Dem Fürsten Bismarck/ Liedertafel Wermsdorf 1900“. | 08974209 |
| Direkt Bild zu diesem Denkmal hochladen | Wohnhaus in halboffener Bebauung | Clara-Zetkin-Straße 1 (Karte) | Um 1800 | Schöner spätbarocker Bau in Straßenbild prägender Lage, mit Korbbogenportal, baugeschichtlich von Bedeutung. Zweigeschossiger massiver Putzbau, eine Seite Krüppelwalmdach, andere Seite Satteldach (Falzziegel), Sandsteingewände, Sandsteinportal mit Schlussstein, Fenster erneuert, alte Haustür mit Oberlicht. | 08974213 |
| Direkt Bild zu diesem Denkmal hochladen | Wohnhaus mit Gedenktafel für Clara Zetkin | Clara-Zetkin-Straße 11 (Karte) | 2. Hälfte 19. Jahrhundert (Wohnhaus); 1958 (Gedenktafel)                                                                       | Schlichter Putzbau, Wohnhaus von Clara Zetkin während ihrer Hauslehrertätigkeit in Wermsdorf, geschichtliche Bedeutung. Zweigeschossig, Satteldach nachträglich ausgebaut (Hecht), Fenstergewände in Sandstein, profiliert. | 08967033 |
| Direkt Bild zu diesem Denkmal hochladen | Pfarrhaus, Seitengebäude (heute Rüstzeitheim) des Pfarrhofs und Brunnenhaus                                                                                                 | Clara-Zetkin-Straße 16 (Karte) | Bezeichnet mit 1834 (Pfarrhaus); 19. Jahrhundert (Einfassung des Grundstücks); um 1880 (Brunnenhaus); um 1905 (Rüstzeitheim)   | Imposante Fachwerkgebäude mit baugeschichtlicher und ortsgeschichtlicher Bedeutung, Rüstzeitheim im Heimatstil. - Pfarrhaus: zweigeschossiger Bau, Erdgeschoss massiv, Portal mit Holzgewände, sonst Wandöffnungen verändert, Obergeschoss aufgebrettertes Fachwerk (rückwärtig massiv), alte Fenster, K-Streben, Sturzriegel nach oben verschoben, alte Haustür, Satteldach, Fledermausgauben, Biberschwanzdeckung, rückwärtige Anbauten teilweise massiv, teilweise Fachwerk - Rüstzeitheim: eingeschossiger Bau, Krüppelwalmdach (Biberschwanzdeckung, Dachhäuschen), oberer Wandbereich Fachwerk, sonst massiv, originale Haustür, Fenster erneuert - Brunnenhaus: hölzernes Häuschen über Brunnenschacht in Formsprache des Schweizer Stils, Tordurchgang zum Kirchhof: massives geputztes Mauerwerk, rundbogiger Durchgang, Werksteinabdeckung - Zwei Pfeiler des Pfarrgartens: Mauerwerk, geputzt, in Mauer eingelassene Sandsteingrabplatte mit Verdachung und Relief einer Frau | 08974207 |
| Direkt Bild zu diesem Denkmal hochladen | Gasthaus „Hubertusklause“ in geschlossener Bebauung | Clara-Zetkin-Straße 24 (Karte) | Um 1925 | Architektonisch qualitätvolles Gebäude in der in Wermsdorf seltenen Formensprache des Art déco, baugeschichtlich und ortsgeschichtlich von Bedeutung. Zweigeschossiger Putzbau, Fassade risalitartige konvex ausschwingend, Putzgewände, Rundbogenportal, Fenster am historischen Vorbild orientiert erneuert, Haustür erneuert, Dachpappe, Dachhäuschen. | 08974052 |
| Direkt Bild zu diesem Denkmal hochladen | Wohnhaus (mit Schwanenapotheke) in geschlossener Bebauung | Clara-Zetkin-Straße 27 (Karte) | Bezeichnet mit 1806 | Zeittypisches spätbarockes Gebäude mit außergewöhnlich aufwändig gestaltetem Portal mit Schwanenrelief, baugeschichtlich von Bedeutung. Zweigeschossiger massiver Putzbau, Satteldach, Biberschwanzdeckung, zwei Fledermausgauben, ein jüngeres Dachhäuschen (um 1880), Sandsteingewände, veränderter Ladeneinbau, Sandsteinportal, Supraporte mit Schwanenrelief und Inschrift „Königl. S. Pril. Apothecke / 1806“. | 08974094 |
| Direkt Bild zu diesem Denkmal hochladen | Einfriedung des Friedhofes, verschiedene Grabmale und Grabanlagen sowie Lindenallee (Gartendenkmal)                                                                         | Friedhofstraße (Karte) | 19. Jahrhundert, frühes 20. Jahrhundert                                                                                        | Qualitätvolle Grabmale und Grabanlagen (Straube, Helbig, Kern, Thiele, Wappler, Pastor J. F. Gen(?)iken, M. E. v. Felgenbauer, E. v. Felgenbauer, (?) Benh...., Liebers, Busch, Würchaus und Erbbegräbnisse eines Unbekannten aus Porphyrtuff-Quadern mit Lisenen und Sandsteinbekrönung), ortsgeschichtlich von Bedeutung. - Erbbegräbnis Straube: neobarock/jugendstilig, Porphyrtuff, um 1912 - Erbbegräbnis Familie Helbig: Sandsteinquader mit Bronceurne, schmiedeeisernes Tor, um 1910 - Erbbegräbnis Kern: Sandstein, Porphyrtuff, um 1910 - Grabstätte Erich Thiele: Granitmauerwerk, wohl um 1930 - Grabstätte Wappler: Art déco, Kunststein, um 1925 - Erbbegräbnis aus Porphyrtuffquadern, Lisenen, Sandsteinbekrönung, um 1925 - Sandsteingrabmal für Pastor M. Johan Friedrich Gen(?)iken, gestorben 1803: Postament mit Kartusche, Urne - Sandsteingrabmal für Margaretha Eleonora v. Felgenbauer, gestorben 1797: Sandsteinpostament mit Inschrift, bekrönende Urne - Sandsteingrabmal für (?) Elisabeth von Felgenbauer - Grabmal gleichen Typs wie vorhergehendes - Grabmal für (?) ... Benh.., gestorben 1816, Sandsteinsäule auf Sockelplatte, Kapitell, bekrönende Urne - Erbbegräbnis Rich. Liebers: Sandstein, Jugendstileinfluss, um 1905 - Grabmal Busch: Porphyrtuff, Jugendstileinfluss, um 1905 - Grabmal neben Busch (westlich): Sandstein, um 1905 - Grabmal für Familie Würchaus: Sandsteinpostament, bekrönende Urne, Ornamentbänder, um 1815 - Einfriedung: verputztes Bruchsteinmauerwerk, teilweise Ziegelabdeckung - wechselständige Allee aus stattlichen Linden entlang der Weges vom südlichen (Friedhofstraße) zum nördlichen Zugang | 08974211 |
| Direkt Bild zu diesem Denkmal hochladen | Mietvilla mit Einfriedung | Friedhofstraße 1 (Karte) | Um 1880 | Schönes gründerzeitlich-spätklassizistisches Gebäude mit Einfriedung, baugeschichtlich von Bedeutung. - Villa: zweigeschossiger massiver Putzbau, Drempelzone, schlichte Putzgliederung, Sandsteingewände, originale Haustür mit Fenstergittern und Oberlicht, Fenster erneuert, sehr flach geneigtes Dach - Einfriedung: Sandsteinpfosten mit klassizistischer Bekrönung, Pfosten teilweise erneuert | 08974210 |
|                                         | Freiplastik (Fischerstele) | Grimmaer Straße (Karte) | 1983–1986 | Darstellung der am Ort ansässigen Binnenfischerei, Künstler Bruno Kubas, künstlerische und ortsgeschichtliche Bedeutung. Fünf Meter hohe Betonsäule, verkleidet mit ca. 120 Einzelteilen aus Grobkeramik, Szenen der Binnenfischerei im Relief, Figuren zum Teil fast vollplastisch ausgebildet, Motive der heimischen Tier- und Pflanzenwelt in die Darstellung einbezogen, am Sockel Sign.: B. Kubas und Inschrift: AUFTRAGSWERK DES VEB BINNENFISCHEREI WERMSDORF 1986, Fischerstele ist qualitätvolles und charakteristisches Beispiel für Auftragskunst im öffentlichen Bereich (architekturbezogene Kunst) aus der Spätphase der DDR. | 09303583 |
| Direkt Bild zu diesem Denkmal hochladen | Wohnhaus in geschlossener Bebauung | Grimmaer Straße 10 (Karte) | Um 1870 | Baugeschichtliche Bedeutung, Putzbau mit klassizistischen Portalen. Zweigeschossiger Putzbau, Satteldach, Sandsteinelemente, zwei Hauseingänge seitlich mit profilierten Gewänden und geraden Verdachungen, Obergeschoss-Fenster mit profilierten Rahmungen. | 08967036 |
| Direkt Bild zu diesem Denkmal hochladen | Wohnhaus in offener Bebauung | Grimmaer Straße 17 (Karte) | Bezeichnet mit 1816 | Stattlicher spätbarocker Bau, baugeschichtlich und durch seine Lage im Straßenbild von prägender Wirkung. Zweigeschossiger Putzbau, Krüppelwalmdach (Falzziegel), im Erdgeschoss Sandsteingewände, Sandsteinportal mit Schlussstein, Obergeschoss Putzgewände, teilweise alte Fenster, sonst denkmalgerecht erneuert, alte Haustür, Innen um 1910 ausgebaut. | 08974224 |
| Weitere Bilder                          | Ehemaliger Bahnhof mit Empfangsgebäude mit angebautem Güterschuppen | Grimmaer Straße 29 (Karte) | 1888–1889 | Bahnhof der Schmalspurbahn Mügeln–Neichen, verkehrsgeschichtliche Bedeutung, Anklänge an den Schweizer Stil. Zweigeschossiger Putzbau, Satteldach, Seitenrisalit, Giebel im oberen Teil verbrettert, am Dach Sprengwerk. Eingeschossiger Anbau ursprünglich wahrscheinlich für Güterverkehr genutzt. Bahnhof insgesamt zur Gaststätte umgebaut. | 08967028 |
| Direkt Bild zu diesem Denkmal hochladen | Häuslerhaus | Grimmaer Straße 34 (Karte) | 1. Hälfte 19. Jahrhundert | Verputzter Fachwerkbau, baugeschichtlich von Bedeutung. Zweigeschossiges Gebäude, Erdgeschoss und Giebel massiv, Bruchstein und Ziegel, im Obergeschoss wenigstens partiell Fachwerk, Satteldach, rückwärtiger Anbau. | 08967030 |
| Direkt Bild zu diesem Denkmal hochladen | Wohnhaus | Grimmaer Straße 36 (Karte) | Um 1870/1880 | Typische kleinbäuerlich-ländliche Bauweise der Gründerzeit am Rande einer Kleinstadt, baugeschichtlich von Bedeutung. Eingeschossiger Putzbau, Satteldach (Biberschwanzdeckung), originale Haustür, Zwerchhaus, originale Fenster, straßenseitig mit Winterfenstern. | 08965751 |
| Direkt Bild zu diesem Denkmal hochladen | Wohnhaus | Grimmaer Straße 38 (Karte) | Um 1870/1880 | Typische kleinbäuerlich-ländliche Bauweise der Gründerzeit am Rande einer Kleinstadt, baugeschichtlich von Bedeutung. Eingeschossiger Putzbau, Satteldach (Biberschwanzdeckung), originale Haustür mit geteilten Oberlichtern, Zwerchhaus mit Okulus, straßenseitig Winterfenster. | 08965752 |
| Direkt Bild zu diesem Denkmal hochladen | Wohnhaus in offener Bebauung | Hirschplatz 1 (Karte) | Um 1820 | Schönes spätbarockes Gebäude in Straßenbild prägender Lage, städtebaulich und baugeschichtlich von Bedeutung. Zweigeschossiger Putzbau, eine Giebelwand zumindest teilweise Fachwerk, andere Giebelwand Giebel Fachwerk, Krüppelwalmdach, Schieferdeckung, Putzgewände. | 08974214 |
|                                         | Gasthof „Zum Goldenen Hirsch“ in offener Bebauung | Hirschplatz 2 (Karte) | Bezeichnet mit 1784 (Gasthof); bezeichnet mit 1818 (Bildwerk)                                                                  | Imposanter barocker Bau mit schöner Relieftafel und platzbildprägender Wirkung, städtebaulich und baugeschichtlich von Bedeutung. Zweigeschossiger Putzbau, Putzgewände, Portal mit Schlussstein, Fenster und Haustür erneuert, Krüppelwalmdach (Kronendeckung), Dachhäuschen mit Kunststeingewände, Relieftafel eines springenden Hirschs (bezeichnet mit 1818). | 08974215 |
| Weitere Bilder                          | Schloss Hubertusburg (Sachgesamtheit) | Hubertusburg 1–154, An der Hubertusburg 16–40 (gerade), Hubertusburger Straße 2–6 (gerade) (Karte)                                         | Ab 1721 (Schlossanlage); ab 19. Jahrhundert (Krankenhaus)                                                                      | Sachgesamtheit Schloss Hubertusburg mit folgenden Einzeldenkmalen: Schloss Hubertusburg (Nr. 1, 08970570), Bedienstetenwohnungen und Kasernen (Nr. 2–21a, Nr. 70a-76, 08974175), Schmiedetor (Nr. 8/9, 08974569), Pferdeschwemme (Nr. 11, 08973607), Schuppen (Nr. 22, mittlerweile abgebrochen, 08973743), Nebengebäude (Nr. 23, mittlerweile abgebrochen, 08973588), Feuerwächters-Wohnung (Nr. 26, 08973745), Wirtschaftsgebäude/Waschhaus (Nr. 27, mittlerweile abgebrochen, 08973747), Brühlsche Scheune (Nr. 30, 08973748), Krankenhausbau (Nr. 39, 08973746), Krankenhausbau (Nr. 46, 08973749), Wäscherei des Krankenhauses (Nr. 50, mittlerweile abgebrochen, 08973750), Wohngebäude (Nr. 51, 08973761), Trockengebäude der ehemaligen Steingutfabrik (Nr. 55, 08973759), Wasserturm (Nr. 58, 08973760), Krankenhausbau (Nr. 60, 08973763), Gedenkstein (bei Nr. 60, 08973762), Verwaltungsgebäude des Krankenhauses (Nr. 63, 08973768), Reckwitzer Tor (Nr. 65, 83, 84, 08973757), Nebengebäude (Nr. 69, mittlerweile abgebrochen, 08974568), Krankenhausbau (Nr. 81, 08973764), Wohngebäude (Nr. 85, 08973756), Krankenhausbau (Nr. 86–88b, 08973756), Küche des Krankenhauses (Nr. 103, 08973754), Heizhaus des Krankenhauses (Nr. 108, 08973753), Krankenhausbau (Nr. 127, 08973752), Krankenhausbau (Nr. 135, mittlerweile abgebrochen, 08973751), Kegelbahn des Krankenhauses (Nr. 143, mittlerweile abgebrochen, 08973766), Mauern zur Umfriedung (ohne Nr., 08973744), Wohnhaus Hubertusburger Straße 4 (08973767) und der Straßenverlauf der Sachsendorfer Straße (08972139) sowie den Sachgesamtheitsteilen: Wohnhäuser (zum Teil Neubauten: Hubertusburger Straße 2 und 6, An der Hubertusburg 16-40) und weitere Bauten, weiterhin gärtnerisch gestaltete Schlossanlage mit Mauern, Pflasterung, Grünflächen, Wegeführung, Plastiken und Vasen (Gartendenkmal). Baugeschichtlich, kunstgeschichtlich, künstlerisch, geschichtlich, landesgeschichtlich, ortsbildprägend, landschaftsgestaltend und wissenschaftlich von Bedeutung, prachtvolle Jagdschloss-Anlage, das Schloss ein imposanter Vierflügelbau mit ausgedehntem Ehrenhof, einer der bedeutendsten Bauten des sächsischen Barock mit bemerkenswerter Schlosskapelle, jüngere gründerzeitliche Erweiterungsbauten (Krankenhausnutzung) als Teil der Sachgesamtheit Schloss Hubertusburg (zum Umfang siehe Denkmalkarte). | 08970574 |
| Direkt Bild zu diesem Denkmal hochladen | Mauer zur Umfriedung und Untergliederung der gesamten Anlage, mit Toranlagen (Einzeldenkmal zu ID-Nr. 08970574)                                                             | Hubertusburg 1–154 (Karte) | 18./19. Jahrhundert | Einzeldenkmal der Sachgesamtheit Schloss Hubertusburg; baugeschichtlich und wissenschaftlich von Bedeutung, Teil der Sachgesamtheit Schlossanlage Hubertusburg | 08973744 |
| Weitere Bilder                          | Schloss Hubertusburg, im Innern mit den Resten der ursprünglichen Gestaltung, Ausstattung nur in der Schlosskapelle vollständig erhalten (Einzeldenkmal zu ID-Nr. 08970574) | Hubertusburg 1 (Karte) | Ab 1721, 1724–1733, 1743–1751                                                                                                  | Einzeldenkmal der Sachgesamtheit Schloss Hubertusburg; baugeschichtlich, kunstgeschichtlich, künstlerisch, geschichtlich, landesgeschichtlich, ortsbildprägend, landschaftsgestaltend und wissenschaftlich von Bedeutung, prachtvolle Jagdschloss-Anlage (später Krankenhausnutzung), das Schloss einer der bedeutendsten Bauten des sächsischen Barock mit bemerkenswerter Schlosskapelle im Rokoko-Stil. Vierflügelbau in Formen des Dresdener Spätbarockes, dreigeschossig mit Mansarddach, Mittelbau des Hauptflügels mit turmartigem Reiter, Putzgliederungen, Schmuckelemente in Stuck und Sandstein. | 08970570 |
| Weitere Bilder                          | Nebengebäude des Schlosses, ehemalige Ställe, Bedienstetenunterkünfte und Kasernen, den ausgedehnten Ehrenhof umfassend (Einzeldenkmale zu ID-Nr. 08970574)                 | Hubertusburg 2, 4a, 4b, 4c, 5, 10, 12, 13a, 13b, 13c, 14, 19, 20, 21, 21a, 70, 70a, 71, 72, 73, 74, 75a, 75b, 75c, 76, 78, 79, 79a (Karte) | Ab 1721, 1724–1733, 1743–1751                                                                                                  | Einzeldenkmale der Sachgesamtheit Schloss Hubertusburg; baugeschichtlich, kunstgeschichtlich, künstlerisch, geschichtlich, landesgeschichtlich und wissenschaftlich von Bedeutung, prägender Bereich der prachtvollen Jagdschloss-Anlage, Teil der Sachgesamtheit Schlossanlage Hubertusburg. Zwei- und dreigeschossigige Bauten, Kopf- und bogenförmige Bauten repräsentativere Gestaltung mit Mansarddächern, dem Schlossbau angepassten Fassadengliederungen und Schmuckformen. | 08974175 |
|                                         | Torhaus (Schmiedetor), Einzeldenkmal zu ID-Nr. 08970574 | Hubertusburg 8, 9 (Karte) | 18. Jahrhundert; 19. Jahrhundert                                                                                               | Einzeldenkmal der Sachgesamtheit Schloss Hubertusburg; baugeschichtlich, geschichtlich, landesgeschichtlich, straßenbildprägend und wissenschaftlich von Bedeutung, Teil der prachtvollen Jagdschloss-Anlage. Zweigeschossiger Putzbau, Walmdach, Tor beidseitig mit einfacher Sandsteinrahmung. | 08974569 |
|                                         | Pferdeschwemme (Einzeldenkmal zu ID-Nr. 08970574) | Hubertusburg 11 (Karte) | Um 1730 | Einzeldenkmal der Sachgesamtheit Schloss Hubertusburg; baugeschichtlich, geschichtlich, landesgeschichtlich und wissenschaftlich von Bedeutung, Teil der prachtvollen Jagdschloss-Anlage | 08973607 |
|                                         | Wohnhaus (Feuerwächters-Wohnung), Einzeldenkmal zu ID-Nr. 08970574 | Hubertusburg 26 (Karte) | Um 1820 | Einzeldenkmal der Sachgesamtheit Schloss Hubertusburg; baugeschichtlich, landesgeschichtlich und wissenschaftlich von Bedeutung, Teil der Jagdschloss-Anlage, Wohnung des Feuerwächters, später Oberförsterwohnung. Zweigeschossiges Wohnhaus, Erdgeschoss massiv in Ziegel/Bruchstein, Obergeschoss Fachwerk, Krüppelwalmdach, Fenstergewände im Erdgeschoss Sandstein. Wohnung des Feuerwächters seit 2. Hälfte des 18. Jahrhunderts, als Oberförsterwohnung 1826 erwähnt. | 08973745 |
|                                         | Wirtschaftsgebäude, ursprünglich Brühlsche Scheune (Einzeldenkmal zu ID-Nr. 08970574)                                                                                       | Hubertusburg 30 (Karte) | Im Kern 18. Jahrhundert, mehrfach umgebaut                                                                                     | Einzeldenkmal der Sachgesamtheit Schloss Hubertusburg; baugeschichtlich, wirtschaftsgeschichtlich, landesgeschichtlich und wissenschaftlich von Bedeutung, Teil der Jagdschloss-Anlage, Brühlsche Scheune, auch Heuscheune genannt, Teil der Sachgesamtheit Schlossanlage Hubertusburg und der späteren Krankenhausanlage Wirtschaftsgebäude, Bruchstein und Ziegel, verputzt, Krüppelwalmdach, Blendbögen wohl ursprünglich offen. Brühlsche Scheune, auch Heuscheune genannt (mit Patienten-Pferdestall). | 08973748 |
| Direkt Bild zu diesem Denkmal hochladen | Krankenhausbau (Einzeldenkmal zu ID-Nr. 08970574) | Hubertusburg 39 (Karte) | Um 1895 | Einzeldenkmal der Sachgesamtheit Schloss Hubertusburg; baugeschichtlich, landesgeschichtlich und wissenschaftlich von Bedeutung, jüngerer gründerzeitlicher Erweiterungsbau (Krankenhausnutzung) als Teil der Sachgesamtheit Schlossanlage Hubertusburg. Dreigeschossiger Bau, Bruchstein und Ziegel, verputzt, Walm- bzw. Satteldach, Seitenrisalite, Erdgeschoss mit Putzquaderung, Gliederungselemente zum Teil in Sandstein, Fenstergewände und Gesimse profiliert. | 08973746 |
| Direkt Bild zu diesem Denkmal hochladen | Krankenhausbau (Einzeldenkmal zu ID-Nr. 08970574) | Hubertusburg 46 (Karte) | Um 1860 | Einzeldenkmal der Sachgesamtheit Schloss Hubertusburg; baugeschichtlich, landesgeschichtlich und wissenschaftlich von Bedeutung, jüngerer gründerzeitlicher Erweiterungsbau (Krankenhausnutzung) als Teil der Sachgesamtheit Schlossanlage Hubertusburg. Zweieinhalbgeschossiger Krankenhausbau, wahrscheinlich Ziegel, verputzt, flaches Satteldach, an den Ortgängen hölzerne Zierleisten, Putz- und Sandsteingliederungen, profilierte Fenstergewände, im Halbgeschoss kleine Schmuckgiebel. | 08973749 |
| Direkt Bild zu diesem Denkmal hochladen | Wohngebäude (Einzeldenkmal zu ID-Nr. 08970574) | Hubertusburg 51 (Karte) | 19. Jahrhundert | Einzeldenkmal der Sachgesamtheit Schloss Hubertusburg; baugeschichtlich, landesgeschichtlich und wissenschaftlich von Bedeutung, jüngerer gründerzeitlicher Erweiterungsbau (Krankenhausnutzung) als Teil der Sachgesamtheit Schlossanlage Hubertusburg. Zweigeschossiger, zweiteiliger Bau in Bruchstein und Ziegel, verputzt, Bruchsteinsockel, flache Satteldächer, Gewände in Sandstein, ein Eingang mit originaler zweiflügeliger Haustür. | 08973761 |
|                                         | Wirtschaftsgebäude mit Trockenböden (Einzeldenkmal zu ID-Nr. 08970574) | Hubertusburg 55 (Karte) | Vor 1826 | Einzeldenkmal der Sachgesamtheit Schloss Hubertusburg; baugeschichtlich, technikgeschichtlich und wissenschaftlich von Bedeutung, Trockengebäude der ehemaligen Steingutfabrik auf dem Schlossgelände, später Krankenhausbestandteil, Teil der Sachgesamtheit Schlossanlage Hubertusburg. Steingutproduktion ab 1770 im ehemaligen Jägerhof, Fachwerk über Bruchsteinsockel, Giebel massiv in Bruchstein und Ziegel, Schlauchturmanbau. | 08973759 |
| Weitere Bilder                          | Wasserturm (Einzeldenkmal zu ID-Nr. 08970574) | Hubertusburg 58 (Karte) | 1894 | Einzeldenkmal der Sachgesamtheit Schloss Hubertusburg; baugeschichtlich, technikgeschichtlich und wissenschaftlich von Bedeutung, gründerzeitlicher Klinkerbau, Krankenhausbestandteil, Teil der Sachgesamtheit Schlossanlage Hubertusburg. Bereits seit 1837 besteht auf dem Gelände des Schlosses Hubertusburg ein Klinikum. Das ehemalige Landeshospital wurde ab 1893 stark erweitert und zur Heil- und Pflegeanstalt für psychisch Kranke ausgebaut. In diese Zeit fällt auch der Bau von mehreren neuen Brunnen und des Wasserturmes, der in seiner Funktion als Wasserspeicher die unabhängige, zentrale Wasserversorgung der weitläufigen Anlage sicherstellen sollte. Der markante, rote Ziegelbau ist in typisch historistischen Formen des ausgehenden 19. Jahrhunderts gestaltet. Er gliedert sich in ein oktogonales Sockelgeschoss aus Bruchstein und Ziegel und einen schlanken, runden Turmschaft, zwischen denen ein über Ziegelkonsolen leicht ausgestelltes Gesims vermittelt. Der Turmschaft ist schlicht und schmucklos gehalten – schmale, versetzt angeordnete Schlitzfenster sorgen für Belichtung. Über einer Hohlkehle kragt das verschieferte, von paarweise angeordneten, hochrechteckigen Fenstern durchfensterte Behältergeschoss weit aus. Es wird von einem Kegeldach abgeschlossen, dessen Traufkante hölzerne Zierelemente aufweist. Als Teil der ehemaligen Heil- und Pflegeanstalt Hubertusburg zeugt der Wasserturm vom Aufschwung dieser für die sächsische Krankenhausgeschichte bedeutenden Anlage und der autarken Wasserversorgung eines solch großen Klinikareals am ausgehenden 19. Jahrhundert. Er ist somit von bau- und technikgeschichtlichem Wert. | 08973760 |
| Direkt Bild zu diesem Denkmal hochladen | Krankenhausbau (Einzeldenkmal zu ID-Nr. 08970574) | Hubertusburg 60 (Karte) | Um 1900 | Einzeldenkmal der Sachgesamtheit Schloss Hubertusburg; baugeschichtlich, landesgeschichtlich und wissenschaftlich von Bedeutung, jüngerer gründerzeitlicher Erweiterungsbau (Krankenhausnutzung) als Teil der Sachgesamtheit Schlossanlage Hubertusburg. Dreiflügeliger, eingeschossiger Klinkerbau mit Sandsteinelementen, Walmdach, zum Teil mit Dachhäuschen, Mittelrisalit, Lisenengliederung. | 08973763 |
| Direkt Bild zu diesem Denkmal hochladen | Gedenkstein für Anstaltsdirektor Georg Ehrt (1815–1884), Einzeldenkmal zu ID-Nr. 08970574                                                                                   | Hubertusburg 60 (neben) (Karte) | Um 1900 | Einzeldenkmal der Sachgesamtheit Schloss Hubertusburg; landesgeschichtlich von Bedeutung, Teil der jüngeren Erweiterungen (Krankenhausnutzung) als Teil der Sachgesamtheit Schlossanlage Hubertusburg, Gedenkstein aus Granit | 08973762 |
| Direkt Bild zu diesem Denkmal hochladen | Ehemaliges Verwaltungsgebäude (Einzeldenkmal zu ID-Nr. 08970574) | Hubertusburg 63 (Karte) | Um 1900 | Einzeldenkmal der Sachgesamtheit Schloss Hubertusburg; baugeschichtlich, landesgeschichtlich und wissenschaftlich von Bedeutung, jüngerer gründerzeitlicher Erweiterungsbau (Krankenhausnutzung) als Teil der Sachgesamtheit Schlossanlage Hubertusburg. Zweigeschossiger Klinkerbau, Walmdach, Gesimse und Gewände in Sandstein, Mittelrisalite, südseitig mit veränderter Loggia und Balkon, originale Eingangstür. | 08973768 |
|                                         | Reckwitzer Tor, bestehend aus ehemaligem Torhaus (Gebäude Nr. 65) und zwei Flankenbauten (Gebäude Nr. 83 und 84), Einzeldenkmal zu ID-Nr. 08970574                          | Hubertusburg 65, 83, 84 (Karte) | Um 1810/1820, im Kern wohl älter                                                                                               | Einzeldenkmal der Sachgesamtheit Schloss Hubertusburg; baugeschichtlich, geschichtlich, landesgeschichtlich und wissenschaftlich von Bedeutung, Teil der prachtvollen Jagdschloss-Anlage, später Krankenhausnutzung. Zweigeschossige Putzbauten mit Walmdächern, am Torhaus Gewände zum Teil aus Sandstein, Tor beim Umbau entfernt. | 08973757 |
|                                         | Krankenhausbau (Einzeldenkmal zu ID-Nr. 08970574) | Hubertusburg 81 (Karte) | Um 1880, jüngere Erneuerung um 1935                                                                                            | Einzeldenkmal der Sachgesamtheit Schloss Hubertusburg; baugeschichtlich, landesgeschichtlich und wissenschaftlich von Bedeutung, jüngerer gründerzeitlicher Erweiterungsbau (Krankenhausnutzung) als Teil der Sachgesamtheit Schlossanlage Hubertusburg. Dreigeschossig mit beidseitig viergeschossigen Kopfbauten, Bruchstein und Ziegel, verputzt, sparsame Putzgliederung, Gewände ursprünglich in Sandstein, vorrangig an Kopfbauten erhalten, um 1935. Erneuerung: Eingangsgestaltung mit Stichbogenportalen, Fenstergestaltung Erdgeschoss und erstes Obergeschoss. | 08973764 |
| Direkt Bild zu diesem Denkmal hochladen | Wohngebäude (Einzeldenkmal zu ID-Nr. 08970574) | Hubertusburg 85 (Karte) | Um 1860 | Einzeldenkmal der Sachgesamtheit Schloss Hubertusburg; baugeschichtlich, landesgeschichtlich und wissenschaftlich von Bedeutung, jüngerer gründerzeitlicher Erweiterungsbau (Krankenhausnutzung) als Teil der Sachgesamtheit Schlossanlage Hubertusburg. Zweigeschossiges Gebäude mit Kniestock, Putzbau, Gewände in Sandstein, Satteldach, Eingang mittig angeordnet, zweiflügelige, gefelderte Haustür, erneuert. | 08973756 |
| Direkt Bild zu diesem Denkmal hochladen | Krankenhausbau (Einzeldenkmal zu ID-Nr. 08970574) | Hubertusburg 86, 87, 88a, 88b (Karte) | Um 1880 | Einzeldenkmal der Sachgesamtheit Schloss Hubertusburg; baugeschichtlich, landesgeschichtlich und wissenschaftlich von Bedeutung, jüngere gründerzeitliche Erweiterungsbauten (Krankenhausnutzung) als Teil der Sachgesamtheit Schlossanlage Hubertusburg. Viergeschossiger Bau in Ziegel und Bruchstein, verputzt, genutetes Erdgeschoss durch Gurtgesims von Obergeschossen abgegrenzt, Fronten durch Risalite gegliedert, Satteldach, Gewände in Sandstein, häufig überputzt, zum Teil originale Türen, jetziger Zustand größtenteils noch von jüngerer Erneuerung der 1920er Jahre (?) geprägt, Wiederherstellung der ursprünglichen Form hat begonnen. | 08973758 |
| Direkt Bild zu diesem Denkmal hochladen | Krankenhausbau (unmittelbar an der Schlossanlage Hubertusburg, aber nicht zur Sachgesamtheit Schloss Hubertusburg gehörend)                                                 | Hubertusburg 100 (Karte) | Um 1910 | Baugeschichtlich und landesgeschichtlich von Bedeutung, im Reformstil der Zeit um 1910. Zweigeschossiger, dreiflügeliger, stark durchgliederter Putzbau mit Mansarddächern, verhalten barockisierend, zum Teil originale Fenster, saniert. | 08973755 |
| Direkt Bild zu diesem Denkmal hochladen | Küchengebäude (Einzeldenkmal zu ID-Nr. 08970574) | Hubertusburg 103 (Karte) | Um 1910 | Einzeldenkmal der Sachgesamtheit Schloss Hubertusburg; baugeschichtlich, landesgeschichtlich und wissenschaftlich von Bedeutung, jüngerer Erweiterungsbau (Krankenhausnutzung) als Teil der Sachgesamtheit Schlossanlage Hubertusburg, Reformstil-Architektur. Zweigeschossiger Ziegelbau, verputzt, Mittelteil mit hohem Satteldach und Lüftungshaube, Seitenteile mit Mansarddächern, architektonische Gestaltung in Anlehnung an Schlossbau. | 08973754 |
|                                         | Heizhaus und Elektrostation (Einzeldenkmale zu ID-Nr. 08970574) | Hubertusburg 108, 109 (Karte) | Um 1900 | Einzeldenkmale der Sachgesamtheit Schloss Hubertusburg; baugeschichtlich, landesgeschichtlich, technikgeschichtlich und wissenschaftlich von Bedeutung, jüngere gründerzeitliche Erweiterungsbauten (Krankenhausnutzung) als Teil der Sachgesamtheit Schlossanlage Hubertusburg. Zweiteiliges Gebäude in roten und gelben Klinkern, mit klinkerbautypischen Gliederungselementen und Schmuck, Satteldächer, Fensterrahmungen zum Teil in Sandstein, Elektrostation mit Stahlrahmenfenstern und Stahltüren. | 08973753 |
| Direkt Bild zu diesem Denkmal hochladen | Krankenhausbau (Einzeldenkmal zu ID-Nr. 08970574) | Hubertusburg 127 (Karte) | Um 1900 | Einzeldenkmal der Sachgesamtheit Schloss Hubertusburg; baugeschichtlich, landesgeschichtlich und wissenschaftlich von Bedeutung, jüngerer gründerzeitlicher Erweiterungsbau (Krankenhausnutzung) als Teil der Sachgesamtheit Schlossanlage Hubertusburg. Zweigeschossiges Klinkergebäude, eingeschossige Anbauten, Walmdach, Eingangsrisalit, Gliederungselemente in Sandstein, nur Teil eines symmetrisch geplanten, nicht vollständig ausgeführten Gebäudes, Klinkermauer. | 08973752 |
| Direkt Bild zu diesem Denkmal hochladen | Wohnhaus, Teil des ehemaligen Krankenhauses Schloss Hubertusburg (Einzeldenkmal zu ID-Nr. 08970574)                                                                         | Hubertusburger Straße 4 (Karte) | Um 1938 | Einzeldenkmal der Sachgesamtheit Schloss Hubertusburg; baugeschichtlich und landesgeschichtlich von Bedeutung, jüngere Erweiterungsbauten (Krankenhausnutzung) als Teil der Sachgesamtheit Schloss Hubertusburg, Wohnhaus im Heimatstil. Zweigeschossiger Putzbau über Natursteinsockel, Walmdach, Haustür und Treppenhausfenster mit Kunststeingewänden, rückseitig Austritte. | 08973767 |
| Direkt Bild zu diesem Denkmal hochladen | Wohnhaus eines Vierseithofes | Neue Straße 26 (Karte) | Bezeichnet mit 1834 | Sozialgeschichtlich und baugeschichtlich von Bedeutung, stattliches Bauernhaus mit erhaltener Fachwerkkonstruktion, schönes Zeugnis bäuerlichen Lebens im 19. Jahrhundert. Zweigeschossiger Bau, Erdgeschoss massiv, Obergeschoss traufseitig Fachwerk (straßenseitig überputzt), Giebelseite massiv, Wandöffnungen im Erdgeschoss verändert, nur noch wenige Sandsteingewände, Sandsteinportal mit Schlussstein, neuere Fenster und Haustür, Krüppelwalmdach (Eternitdeckung), profilierter Windkasten, ehemaliger Stall mit preußischen Kappen. | 08974235 |
| Direkt Bild zu diesem Denkmal hochladen | Wohnhaus in halboffener Bebauung, in Ecklage Schulstraße | Oschatzer Straße 2 (Karte) | Bezeichnet mit 1802 | Schlichtes spätbarockes Gebäude in straßenbildprägender Lage, städtebaulich und baugeschichtlich von Bedeutung. Zweigeschossiger massiver Putzbau, Krüppelwalmdach, Biberschwanzdeckung, Sandsteingewände, Sandsteinportal mit Schlussstein, alte Haustür, Fenster erneuert. | 08974031 |
| Direkt Bild zu diesem Denkmal hochladen | Wohnhaus in halboffener Bebauung | Oschatzer Straße 4 (Karte) | Um 1800 | Schlichtes spätbarockes Gebäude in straßenbildprägender Lage, städtebaulich und baugeschichtlich von Bedeutung. Zweigeschossiger massiver Putzbau, Walmdach, Falzziegel, Sandsteingewände, Portal und Haustür entfernt, im Obergeschoss wohl originale Fenster, sonst alte Fenster (teilweise Winterfenster). | 08974032 |
| Direkt Bild zu diesem Denkmal hochladen | Wohnhaus in offener Bebauung | Oschatzer Straße 5 (Karte) | Um 1800 | Stattliches spätbarockes Gebäude in regionaltypischer schlichter Formensprache, baugeschichtlich von Bedeutung. Zweigeschossiger Putzbau, Mansarddach, erneuerte Biberschwanzdeckung, neue Dachhäuschen, Sandsteingewände (an Portal erneuert), jüngerer Putz, Fenster denkmalgerecht erneuert. | 08974029 |
| Direkt Bild zu diesem Denkmal hochladen | 13 Straßenlaternen | Reckwitz (Karte) | Um 1915 | Seltenes technisches Denkmal, als Teil der ersten öffentlichen Beleuchtung von Reckwitz von ortsgeschichtlicher Bedeutung. Sich nach oben verjüngende Straßenlaternen aus Metall, zwei sich gegenüberstehende U-Profile, ornamentartig angeordnete Metallstreben als Aussteifung, Betonsockel, an der Straße nach Wermsdorf (K 8970). | 08974243 |
| Direkt Bild zu diesem Denkmal hochladen | Wohnhaus in offener Bebauung | Reckwitz 16 (Karte) | Um 1890 | Baugeschichtlich von Bedeutung, architektonisch qualitätvolles, gründerzeitliches Gebäude mit ausgewogenen Gestaltungselementen und Anklängen an den Schweizer Stil, straßenbildprägend. Zweigeschossiger Bau, Erdgeschoss und Bereich des Obergeschosses Klinkerfassade mit schlichter Gliederung, Obergeschoss teilweise verschiefert, Satteldach, Vorgespärre, seitlich flügelartiger Gebäudeteil mit Zwerchgiebel, originale Fenster, originaler Eingangsvorbau mit schmiedeeisernem Geländer, Sandsteinstufen, Haustür erneuert, im Gebäudezwickel eingeschossiger Gebäudeteil, darüber Balkon. | 08974240 |
|                                         | Wohnhaus | Reckwitz 37 (Karte) | Um 1820 | Baugeschichtlich und sozialgeschichtlich von Bedeutung, schönes Gebäude mit Fachwerkobergeschoss, straßenbildprägend. Zweigeschossiger Bau, Erdgeschoss massiv, Obergeschoss Fachwerk (eine Giebelseite überputzt, die andere verbrettert), teilweise alte Fenster, teilweise erneuert, alte Haustür, Krüppelwalmdach, Biberschwanzdeckung. | 08974242 |
|                                         | Wohnstallhaus, Scheune sowie Toreinfahrt und Teile der Einfriedung eines ehemaligen Dreiseithofes                                                                           | Reckwitz 48 (Karte) | 1. Hälfte 19. Jahrhundert | Baugeschichtlich, sozialgeschichtlich und wirtschaftsgeschichtlich von Bedeutung, Teil der alten Ortsstruktur in straßenbildprägender Lage. - Wohnstallhaus: Erdgeschoss massiv, Obergeschoss Fachwerk verputzt (an der Rückseite sichtbar), originales Wandöffnungsverhältnis, Krüppelwalmdach, Biberschwanzdeckung - Scheune: verputzter Bruchsteinbau, hohes Krüppelwalmdach mit Biberschwanzdeckung - Toreinfahrt und Einfriedung: Hofzugang aus Ziegelmauerwerk mit Bedachung, hölzerne Tür, Einfriedungsmauer aus verputztem Bruchstein | 09300228 |
| Direkt Bild zu diesem Denkmal hochladen | Straßenverlauf der Sachsendorfer Straße (Einzeldenkmal zu ID-Nr. 08970574)                                                                                                  | Sachsendorfer Straße (Karte) | 18. Jahrhundert | Einzeldenkmal der Sachgesamtheit Schloss Hubertusburg; einzig erhaltene Straßenachse der barocken Schlossanlage mit dem Schloss Hubertusburg als Endpunkt, architekturgeschichtlich bedeutend, von landschaftsgestalterischer Relevanz. Letzter original erhaltener Straßenverlauf aus der Barockzeit, vier Achsen führten sternförmig auf die Vorderseite des Schlosses zu. | 08972139 |
| Direkt Bild zu diesem Denkmal hochladen | Allee zwischen Altem Jagdschloss und Schloss Hubertusburg | Schloßstraße (Karte) | 18./19. Jahrhundert | Ortsbildprägend und städtebaulich von Bedeutung. Allee aus geschnittenen Winter-Linden (Tilia cordata), vor 2013 durch Neupflanzungen ersetzt (Restaurierung). | 09302280 |
|                                         | Wohnhaus (ehemaliges Postgebäude bzw. Bankgebäude) in offener Bebauung, in Ecklage Wiesenweg                                                                                | Schloßstraße 2 (Karte) | Um 1890 | Baugeschichtlich, ortsgeschichtlich und städtebaulich von Bedeutung, historistisches Gebäude in straßenbildprägender Lage, mit Eckturm. Zweigeschossiger Bau, Klinkermischfassade, Eckturm, Walmdach, Dachhäuschen, Biberschwanzdeckung, Haustür und Fenster denkmalgerecht erneuert, Sockel Polygonalmauerwerk, seitlicher Gebäudeteil mit darüber liegendem Balkon. Ehemaliges Postgebäude, vorher Bankgebäude (Außenstelle der Mügelner Landbank). | 08974228 |
| Direkt Bild zu diesem Denkmal hochladen | Villa in offener Bebauung | Schloßstraße 10 (Karte) | Um 1905 | Baugeschichtlich von Bedeutung, repräsentativer Bau mit qualitätvollen Jugendstilelementen und dekorativem Fachwerk. Eingeschossiger massiver Putzbau mit vielgliedriger Dachlandschaft (Dachpappe), Sockel mit horizontalem Kammputz, außergewöhnlich gestaltete Kellerfenster mit originalen Fenstergittern, originale Fenster weitgehend erhalten, teilweise gekuppelte Fenster, teilweise farbiges Pressglas, überdachter Treppenaufgang mit originalem Geländer und Stützen, oberer Wandbereich mit Zierfachwerk, originale Haustür mit Oberlicht. | 08974226 |
| Direkt Bild zu diesem Denkmal hochladen | Wohnhaus in offener Bebauung in Ecklage Schulstraße | Schloßstraße 12 (Karte) | Um 1895 | Zeittypischer historistischer Bau in prägnanter Ecklage, mit Eckladen und Eckerker, baugeschichtlich von Bedeutung. Zweigeschossiger massiver Putzbau, originale Putzgliederung, originale Ladentür, Fenster weitgehend original erhalten, Eckrisalit mit weit ausladendem Balkon, Dachhäuschen, Biberschwanzdeckung, Kunststeingewände, originales Treppenhaus, schlichte Fußbodenfliesen, Haustür jünger. | 08974227 |
|                                         | Mietvilla in offener Bebauung, mit Einfriedung und Vorgarten | Schloßstraße 20 (Karte) | Um 1870, Umbau um 1902 | Ehemals Teil der Heilanstalt (Lage unmittelbar an der Schlossanlage Hubertusburg, aber nicht zur Sachgesamtheit Schloss Hubertusburg gehörend), gründerzeitliches Gebäude mit schöner hölzerner Veranda und aufwändigem Eingangsvorbau, ortsgeschichtlich und baugeschichtlich von Bedeutung. Zweigeschossiger Putzbau über Bruchsteinsockel, straßenseitiger Mittelrisalit, Zwerchgiebel, Satteldach (Schiefer), Werksteinsockel, Sandsteingewände, Putzgliederung vereinfacht, zweigeschossige Loggia mit originaler Jugendstilverglasung, originale Haustür mit Oberlicht, schöne hölzerne Eingangsüberdachung, alte, teilweise originale Fenster, Einfriedung und Vorgarten. | 08974225 |
| Direkt Bild zu diesem Denkmal hochladen | Wohnhaus in offener Bebauung | Schulstraße 3 (Karte) | Bezeichnet mit 1808 | Baugeschichtliche und sozialgeschichtliche Bedeutung, schlichter Spätbarockbau mit Korbbogenportal. Zweigeschossiger Putzbau, Krüppelwalmdach, Türrahmung mit Initialen und Datierung im Schlussstein „J.M.W. (?)/1808“. | 08967035 |

## Calbitz
| Bild           | Bezeichnung | Lage                             | Datierung                                                                                  | Beschreibung | ID       |
| -------------- | --- | -------------------------------- | ------------------------------------------------------------------------------------------ | --- | -------- |
|                | Kirche und Kirchhof Calbitz (Sachgesamtheit) | Alte Schulstraße (Karte)         | 13. Jahrhundert                                                                            | Sachgesamtheit Kirche und Kirchhof Calbitz, mit folgenden Einzeldenkmalen: Kirche (mit Ausstattung), Kirchhof (Gartendenkmal), Kirchhofseinfriedung, ein Grabmal und Denkmal für die Gefallenen des Ersten Weltkrieges (siehe 08974123); Saalkirche mit Westturm, Putzbau mit querschiffartigen Choranbauten, baugeschichtlich, ortsgeschichtlich und kunstgeschichtlich von Bedeutung | 09305742 |
| Weitere Bilder | Kirche (mit Ausstattung), Kirchhofseinfriedung, ein Grabmal und Denkmal für die Gefallenen des Ersten Weltkrieges (Einzeldenkmale zu ID-Nr. 09305742) | Alte Schulstraße (Karte)         | 13. Jahrhundert (Kirche); vermutlich 17. Jahrhundert (Grabmal); nach 1918 (Kriegerdenkmal) | Einzeldenkmale der Sachgesamtheit Kirche und Kirchhof Calbitz; Saalkirche mit Westturm, Putzbau mit querschiffartigen Choranbauten, baugeschichtlich, ortsgeschichtlich und kunstgeschichtlich von Bedeutung. - Kirche: Saalkirche, Saal nach Brand 1724 weitgehend neu gebaut, 1855 Umbau der Turmbekrönung, 1856/1857 Innenrenovierung, 1890 durchgreifende Veränderung des Inneren, Putzbau mit querschiffartigen Choranbauten, Turm in Saalbreite mit Laterne - Grabplatte östlich des Chores: Sandstein, stark verwittert, Relief einer toten männlichen Person (wohl 17. Jahrhundert) - Kirchhof: - Einfriedungsmauer: niedrige verputzte Bruchsteinmauer, im Norden als Stützmauer ausgebildet, Zugangstor von Osten, Baumpaar aus veredelten Kopflinden (Tilia cordata) als Torbäume am Zugangstor, entlang der nördlichen und südlichen Kirchhofmauer Baumreihe aus mächtigen, veredelten Kopflinden (Tilia cordata), im Norden nur noch als Stubben, die aber als wieder austreiben und zu neuen Bäumen erzogen werden, des Weiteren Altbaumbestand aus drei Berg-Ahörnern (Acer pseudoplatanus), einer Rosskastanie (Aesculus hippocastanum) und einer Winter-Linde (Tilia cordata), weitere große Stubben vorhanden - Kriegerdenkmal Erster Weltkrieg: Granitkubus auf gestuftem Sockel, gestufte Bekrönung, Reliefs (Festons, Eisernes Kreuz, gekreuzte Schwerter hinter Ehrenkranz), Inschrift und Namen der Gefallenen | 08974123 |
|                | Pfarrhaus | Alte Schulstraße 3 (Karte)       | Um 1908                                                                                    | Zeittypischer Bau mit schlichter, ansprechender Fassadengestaltung, Zierfachwerk im Giebel, baugeschichtlich und ortsgeschichtlich von Bedeutung. Zweigeschossiger massiver Putzbau, Giebel mit Zierfachwerk, Krüppelwalmdach (Biberschwanzdeckung), Sockel Zyklopenmauerwerk, originale Fenster, Putz erneuert, seitlich zweigeschossiger Altan, darüber hölzerne Loggia, originale Haustür mit Drückergarnitur. | 08974125 |
|                | Nordwestliches Wohnhaus eines Dreiseithofes | Collmer Straße 9 (Karte)         | Um 1900                                                                                    | Weitgehend original erhaltenes, zeittypisches Bauernhaus, baugeschichtlich von Bedeutung. Zweigeschossiger massiver Putzbau, originaler Putz mit schlichter Gliederung, Satteldach (Falzziegel), Gewände aus Kunststein (Vorhangbogenmotiv), originale Haustür mit Oberlicht, Treppe aus Kunststein, Fenster erneuert, Okuli und Zwillingsfenster im Giebel (hier originale Fenster). | 08974131 |
|                | Wohnhaus | Ernst-Thälmann-Straße 7 (Karte)  | Um 1830                                                                                    | Obergeschoss Fachwerk, schönes Zeugnis kleinbäuerlichen Lebens im früheren 19. Jahrhundert, baugeschichtlich und straßenbildprägend von Bedeutung. Zweigeschossiger Bau, Erdgeschoss massiv (verputzt), Obergeschoss Fachwerk (eine Giebelseite massiv), Krüppelwalmdach (Falzziegel), alte Fenster, jüngere Haustür. | 08974128 |
|                | Häuslerhaus mit Stallanbau | Ernst-Thälmann-Straße 25 (Karte) | Um 1840 und später                                                                         | Gebäude mit im Obergeschoss erhaltenem Fachwerk, anschauliches Zeugnis kleinbäuerlichen Lebens im 19. Jahrhundert, baugeschichtlich von Bedeutung. Zweigeschossiger Bau, Erdgeschoss und Giebel massiv (verputzt), Obergeschoss traufseitig Fachwerk, alte Fenster und Haustür, kleiner zweigeschossiger, massiver Stallanbau, Tür im Erdgeschoss mit Holzgewände. | 08974130 |
|                | Wohnhaus | Markt 2 (Karte)                  | 2. Hälfte 18. Jahrhundert                                                                  | Imposantes Barockgebäude mit außergewöhnlichem Portal und originaler Haustür, baugeschichtlich von Bedeutung. Zweigeschossiger Putzbau, Mansarddach, Biberschwanzdeckung, fünf Dachhäuschen, Traufgesims mit Zahnschnitt, Stuckfeston unter Traufe, Sandsteingewände, originales Portal mit Haustür und Oberlicht, Fenster und Putz erneuert. | 08974126 |
|                | Gasthof „Drei Lilien“ | Markt 6 (Karte)                  | Um 1800                                                                                    | Barocker Putzbau mit aufwändigem Portal und originaler Haustür, als Gasthof von baugeschichtlicher und ortsgeschichtlicher von Bedeutung. Zweigeschossiger massiver Putzbau, Krüppelwalmdach, Kronendeckung, Fenster und Putz erneuert, Sandsteinportal mit originaler Haustür mit Oberlicht. | 08974127 |
|                | Wohnhaus | Wiesenweg 2 (Karte)              | Um 1840                                                                                    | Obergeschoss Fachwerk, baugeschichtlich und straßenbildprägend von Bedeutung. Zweigeschossiger Bau, Erdgeschoss massiv, geputzt, Obergeschoss und Giebel Fachwerk, Satteldach (Falzziegel), Fenster erneuert, traufseitig sehr kleine Gefache, im Erdgeschoss entstellender Eingangsvorbau. | 08974122 |
| Weitere Bilder | Mühlenausstattung der Sandmühle | Zur Sandmühle 35 (Karte)         | 1924 und später                                                                            | Nahezu komplett erhaltene technische Ausstattung einer Mühle, technikgeschichtlich und handwerksgeschichtliche Bedeutung. Ab 1709 in Besitz der Familie Röhrborn, Maschinen hauptsächlich von Firma Seck/Dresden (1924 nach Brand), Schälmaschine, Mehlmischmaschinen, Plansichter, Sackaufzug, Aspirateur und Druckfilter, Transmissionsantrieb und weitere technische Einrichtungen, Mühlgraben in den 1970er Jahren verfüllt. | 08974121 |

## Collm
| Bild                                    | Bezeichnung | Lage                            | Datierung                                                                                                 | Beschreibung | ID       |
| --------------------------------------- | --- | ------------------------------- | --- | --- | -------- |
| Weitere Bilder                          | Sachgesamtheit Königlich-Sächsische Triangulierung („Europäische Gradmessung im Königreich Sachsen“); Station 18, Collm, Albertturm mit Triangulationssäule Station 1. Ordnung                                                                                              | (Flurstück 1055/1) (Karte)      | Bezeichnet mit 1854 (Aussichtsturm); bezeichnet mit 1865 (Triangulationssäule)                            | Qualitätvoller neoromanischer Aussichtsturm von regionalgeschichtlicher Bedeutung, Triangulationspunkt vermessungsgeschichtlich von Bedeutung. - Turm: 18 Meter hoch, neoromanischer Turm mit Zinnenkranz, geputzt, teilweise originale Fenster, außen verlaufende Wendeltreppe - Triangulationssäule: zylindrische Säule, Niederherwegsdorfer Granit, 49 cm im Durchmesser, Höhe 1,2 m, Inschrift „Kön. Sächs./ Station/ COLLM/ DER/ MITTELEUROP./ GRADMESSUNG/ 1865“, Trigonometrischer Punkt 1. Ordnung im System der Landesvermessung des Königreiches Sachsen (Nummer 18). Der geschichtsträchtige Collmberg bei Oschatz, der bis ins 19. Jahrhundert auch „Spielberg“ genannt wurde, ist eine markante Landmarke im weitgehend ebenen Areal des Wermsdorfer Forstes. Seine gesamte Kuppe umschließt eine mittelalterliche Wallanlage aus dem 10. Jahrhundert, weitere Wallanlagen sind in der Umgebung zu finden. Der 1853 aus Spendengeldern errichtete 18 m hohe Albertturm wurde bereits ab 1854 als Aussichtsturm genutzt. Später ging er in staatliche Verwaltung über. Der Aussichtsturm war bereits im ersten Netzentwurf Nagels eine wichtige Hauptstation des Europäischen Gradmessungssystems. Man stabilisierte den Unterbau des Standorts der Säule an der südlichen Außenmauer des Turms. Bis etwa 1 m unter der Säule ersetzte man die Mauerung des Turmes durch Sandsteinblöcke und ergänzte zudem Tragsteine, auf denen die Steinplatten des Austritts mit dem Geländer befestigt sind. Vom Collm war es u. a. möglich die Station 15, Fichtelberg in fast 100 km Entfernung zu beobachten. Die Dreiecksseite Collm–Keulenberg bildete die erste Strecke im sächsischen Gradmessungsnetz, abgeleitet aus der Großenhainer Grundlinie und dem Basisvergrößerungsnetz. | 08974020 |
|                                         | Geophysikalisches Observatorium Collm der Universität Leipzig mit bauzeitlichem Mobiliar, Magnetwarte mit drei Variometern, Absoluthaus, Erdbebenwarte mit Wiechert-Seismograph und Benioff-Seismometer, Garage (Messhaus), Holzgebäude hinter Observatorium und Torpfosten | Bayreuther Weg 1 (Karte)        | 1932 | Architektonisch qualitätvolle Anlage mit in weiten Teilen erhaltener bauzeitlicher Innenausstattung im Stil der Bauhaus-Moderne, durch historische Instrumente von großer technikgeschichtlicher Bedeutung. - Observatorium: zweigeschossiger massiver Putzbau, Bruchsteinsockel, Attikageschoss, Walmdach (Biberschwanzdeckung), seitlich zweigeschossiger Gebäudeteil, darüber Balkon, originale Haustür mit Sandsteingewände, originale Fenster, teilweise Fenstergitter, Garagenanbau mit originalem Tor, Fenster und Fenstergitter, darüber Balkon mit originalen Deckenlampen, Bibliothek mit originalen Regalen, Deckenbild mit Sternzeichen, originale Lampe und Mobiliar, Hörsaal mit Mobiliar, Tafel, Decken- und Tischlampen, Direktorenzimmer mit Einbauschrank, Sitzgarnitur, Schreibtisch und weiteren Mobiliar, Speiseraum mit Schrank, Studentenzimmer mit Doppelstockbetten, Garderobe im ersten Obergeschoss, Uhrenraum mit drei bauzeitlichen Pendeluhren, Observatorium gegründet 1932 durch Ludwig Weickmann (Geophysikalisches Institut Universität Leipzig) - Magnetwarte: eingeschossiger Holzbau, Walmdach (Dachpappe), originale Haustür und Fenster, umlaufende Loggia verbunden mit Absoluthaus, drei Variometer - Absoluthaus: eingeschossiger Holzbau, umlaufende Loggia, originale Haustür, Fenster, Fensterläden, Innentüren, Deckenlampen - Erdbebenwarte: 1932 erbaut, eingeschossiger massiver Putzbau, Walmdach (Dachpappe), originale Haustür und Kastenfenster, Fensterläden, Wiechert-Horizontalseismograph (Emil Wiechert, Göttingen, 1902), 1934 aus Leipzig hierher verbracht, neben Göttingen einziges noch arbeitendes Gerät, Benioff-Seismometer - Garage: heute Messhaus, zweigeschossiger massiver Putzbau, Pultdach, drei Einfahrten mit originalen Toren, Wandöffnungen im Obergeschoss mit Glasbausteinen - Holzgebäude hinter Observatorium: eingeschossiger Bau, originale Tür, Fenster, Walmdach (Dachpappe) - Torpfosten: Werksteinsockel, verputztes Mauerwerk, Abdeckplatte | 08974147 |
| Direkt Bild zu diesem Denkmal hochladen | Wohnstallhaus | Blankgasse 2 (Karte)            | Um 1800                                                                                                   | Obergeschoss Fachwerk, anschauliches Zeugnis bäuerlichen Lebens zur Zeit seiner Erbauung, baugeschichtlich und heimatgeschichtlich von Bedeutung. Bei dem um 1800 errichteten Fachwerkbau handelt es sich um das ehemalige Auszugshaus eines Bauernhofes. Das Erdgeschoss des zweigeschossigen Gebäudes ist massiv (wohl in Bruchstein) ausgeführt, die Fenster teilweise mit Holzgewänden, das Obergeschoss besteht aus zweiriegliger Fachwerkkonstruktion, die Giebel verbrettert, Satteldach (Krempziegel). Sowohl im Äußeren als auch im Innern eine Reihe originaler Ausstattungselemente wie Fenster, Haus- und Innentüren, einfache Brettdecke mit Unterzug erhalten. Das weitgehend im historischen Bestand erhaltene Fachwerkhaus dokumentiert die frühere ländliche Bau- und Lebensweise in der Region, es ist ein Zeugnis für eine hier ehemals typische Hauslandschaft, hierdurch erlangt es einen bau- und heimatgeschichtlichen Aussagewert. | 08974013 |
| Direkt Bild zu diesem Denkmal hochladen | Reste des Jagdpavillons und Einfriedung | Blankgasse 4 (Karte)            | Um 1700 (Jagdpavillon); um 1700 und später (Einfriedung)                                                  | Als kurfürstlicher Jagdpavillon von ortsgeschichtlicher Bedeutung. Reste des Jagdpavillons, hohe Nische mit halbkreisförmigem Abschluss, flankierende Mauer Bruchsteinmauerwerk (verputzt). | 08974146 |
|                                         | Wohnstallhaus und Scheune | Calbitzer Weg 1 (Karte)         | Um 1820 und später                                                                                        | Wohnstallhaus Obergeschoss Fachwerk, Scheune Putzbau, weitgehend original erhalten, baugeschichtlich und wirtschaftsgeschichtlich von Bedeutung. Zweigeschossiger Bau, Erdgeschoss massiv, deutlich verändert, Obergeschoss Fachwerk (Hölzer in Zweitverwendung, da große Unterschiede im Durchmesser), Fenster jünger, Walmdach (wohl ursprünglich Satteldach) Kronendeckung, hinterer Gebäudeteil massiv. | 08974018 |
| Direkt Bild zu diesem Denkmal hochladen | Ehemalige Stellmacherei, bestehend aus Wohnhaus (mit Toreinfahrt), nördlichem Seitengebäude und Torbogen als Hofzufahrt | Calbitzer Weg 2 (Karte)         | Um 1870                                                                                                   | Baugeschichtlich und ortsgeschichtlich von Bedeutung. - Wohnhaus: Putzbau, zweigeschossig, Satteldach, traufständig - Seitengebäude: Putzbau, zweigeschossig, Satteldach, giebelständig - zwischen Wohnhaus und nördlichem, zweigeschossigem Seitengebäude: Toreinfahrt mit Flachbogen | 08967026 |
| Direkt Bild zu diesem Denkmal hochladen | Schmiede | Dorfplatz 1 (Karte)             | Um 1875                                                                                                   | Ortsgeschichtlich und handwerksgeschichtlich von Bedeutung. Zweigeschossiger massiver Putzbau, Satteldach (neue Krempziegel), originale Fenster (ein Fenster erneuert), Türen und Tor denkmalgerecht erneuert, späterer Kratzputz. | 08974007 |
| Direkt Bild zu diesem Denkmal hochladen | Häuslerhaus | Dorfplatz 3 (Karte)             | Um 1800                                                                                                   | Gebäude mit selten gewordenem Fachwerkobergeschoss, schönes Zeugnis kleinbäuerlichen Lebens, baugeschichtlich von Bedeutung. Zweigeschossiger Bau, Erdgeschoss massiv, verputzt, Sandsteingewände, Obergeschoss und Giebel Fachwerk (verbrettert), Fenster und Haustür um 1930, massiver Stallanbau, verputzt. | 08974011 |
|                                         | Forsthaus mit Scheune | Dorfplatz 4 (Karte)             | Um 1700 und später (Forsthaus); bezeichnet mit 1719 (Scheune)                                             | Forsthaus stattlicher, barocker Putzbau, Scheune mit sehr altem Dachstuhl, baugeschichtlich und regionalgeschichtlich von Bedeutung. - Forsthaus: zweigeschossiger massiver Putzbau, Sandsteingewände, späterer Putz, Haustür mit Sandsteingewände, Fenstergitter, alte Drückergarnitur (um 1900), neben Haustür Höhenmarke aus Gusseisen, alte Innentüren, alte Fenster, Mansarddach (Biberschwanzdeckung) mit Dachhäuschen, Fledermausgaube - Scheune: eingeschossiger massiver Putzbau, datierter Dachbalken (1719), Außenwände stark verändert, Satteldach, junge Deckung, Giebel verbrettert, Keller mit Rundgewölbe | 08974010 |
| Weitere Bilder                          | Kirche mit Ausstattung, Kirchhof mit Einfriedungsmauer, Denkmal für die Gefallenen des Ersten Weltkrieges, vier Grabmale und Gerichtslinde (Gartendenkmal) | Kirchberg (Karte)               | 1864, im Kern älter (Kirche); 19. Jahrhundert (Grabmal); nach 1918 (Kriegerdenkmal); 1100 (Gerichtslinde) | Kirche verputzter Bruchsteinbau mit Westturm, baugeschichtlich und ortsgeschichtlich von Bedeutung. - Kirche: verputzter Bruchsteinbau, romanische Staffelung von Saal, Chor und Apsis, Westturm über annähernd quadratischem Grundriss mit schlichten, kleinen Helm - Kirchhof: - 1000-jährige Gerichtslinde (sogenannte Collmer Linde), zwei Rhododendrongruppen östlich der Kirche - Einfriedung: verputztes Bruchsteinmauerwerk, Ziegelsteinkrone, südliches Zugangstor mit zweiflügligem Holztor, im Osten und Westen Pforte mit einflügligem Holztor - Kriegerdenkmal: durch schmiedeeisernes Gitter auf Mauersockel eingefriedete Fläche, Granitkreuz mit Namen der Gefallenen des Ersten Weltkrieges - Grabmale: - Sandsteingrabmal (Sockel, Trommel mit Aufschrift und Girlande, bekrönende Urne, um 1815) - Sandsteinstele in Form eines Baumstammes, Sockelplatte, 1. Hälfte 19. Jahrhundert - Grabstätte Schreyer: schmiedeeiserne Einfriedung, gusseiserne Gedenktafel, 2. Hälfte 19. Jahrhundert und später, neogotisches gusseisernes Grabkreuz, um 1850 | 08974006 |
| Weitere Bilder                          | Zwei Grenzsteine | Kirchberg (Karte)               | 19. Jahrhundert                                                                                           | Als historische Grenzsteine von ortsgeschichtlicher Bedeutung. - 1. Stein: niedriger Sandstein mit halbrundem Abschluss, Aufschrift: CC (dazwischen gekreuzte Schwerter), No. 956 - 2. Stein: niedriger Sandstein mit halbrundem Abschluss, unter Relief der sächsischen Krone Zahl 140 | 08974008 |
|                                         | Gasthof mit Saalanbau | Kirchberg 1 (Karte)             | Um 1875                                                                                                   | Zeittypischer Putzbau mit Walmdach, baugeschichtlich und ortsgeschichtlich von Bedeutung. Zweigeschossig, Fenstergewände zum Teil profiliert und mit Schlussstein, Saalbau mit Rundbogenfenstern. | 08967027 |
| Direkt Bild zu diesem Denkmal hochladen | Wohnstallhaus eines Bauernhofes | Kirchberg 2 (Karte)             | Um 1850                                                                                                   | Obergeschoss Fachwerk, baugeschichtlich von Bedeutung. Zweigeschossiges Gebäude, Erdgeschoss und straßenseitiger Giebel massiv, Satteldach. | 08967032 |
| Direkt Bild zu diesem Denkmal hochladen | Ehemalige Kirchschule | Kirchberg 3 (Karte)             | Um 1860                                                                                                   | Zeittypischer Putzbau mit Zwillingsfenster im Giebel, baugeschichtlich und ortsgeschichtlich von Bedeutung. Zweigeschossig, Satteldach, zum Teil alte Fenster. | 08967024 |
| Direkt Bild zu diesem Denkmal hochladen | Wohnstallhaus | Kirchberg 4 (Karte)             | Um 1800                                                                                                   | Obergeschoss Fachwerk verputzt, anschauliches Zeugnis volkstümlicher Bauweise, baugeschichtlich von Bedeutung. Zweigeschossiger Putzbau, Erdgeschoss massiv, Obergeschoss weitgehend Fachwerk (überputzt), alte Fenster und Haustür, Satteldach (Krempziegel), Giebel verbrettert, im Obergeschoss zwei liegende Fenster. | 08974014 |
| Direkt Bild zu diesem Denkmal hochladen | Pfarrhaus mit angebautem Seitengebäude (mit Oberlaube) eines Pfarrhofes sowie Pfarrgarten | Kirchberg 6 (Karte)             | Um 1800, im Kern möglicherweise älter                                                                     | Pfarrhaus; Obergeschoss Fachwerk verbrettert, Seitengebäude Fachwerkbau mit schöner, in der Region sehr seltenen Oberlaube, baugeschichtlich und ortsgeschichtlich von Bedeutung. - Pfarrhaus: zweigeschossiger massiver Bau, Erdgeschoss Kratzputz, Obergeschoss verbrettert, Krüppelwalmdach, Obergeschoss mit alten Kastenfenstern, hölzerner Eingangsvorbau, Haustür mit Oberlicht und Drückergarnitur (um 1900), rückwärtig klassizistische Haustür mit Oberlicht - Seitengebäude: zweigeschossiger Bau, Satteldach (neue Krempziegel), Erdgeschoss massiv, Obergeschoss Fachwerk, Oberlaube - Pfarrgarten (Nebenanlage) mit großer Obstbaumwiese im Norden des Pfarrgrundstücks | 08974015 |
| Direkt Bild zu diesem Denkmal hochladen | Östliche Scheune eines Bauernhofes | Lampersdorfer Straße 12 (Karte) | 1912 | Stattlicher Putzbau mit charakteristischem Walmdach mit Schopf, baugeschichtlich und wirtschaftsgeschichtlich von Bedeutung. Bruchstein- und Ziegelmauerwerk, verputzt, Krüppelwalmdach mit drei Fledermausgaupen. | 08967031 |
| Direkt Bild zu diesem Denkmal hochladen | Südliches Seitengebäude und östliche Scheune eines Dreiseithofes | Lampersdorfer Straße 24 (Karte) | 1893 | Zeugnis bäuerlicher Lebensweise, baugeschichtlich und sozialgeschichtlich von Bedeutung. - Seitengebäude (Pferdestall): zweigeschossiger Putzbau, Satteldach - Scheune: Satteldach, Sockel massiv, verbrettert | 08965750 |
| Direkt Bild zu diesem Denkmal hochladen | Wohnstallhaus | Lampersdorfer Straße 27 (Karte) | Um 1820                                                                                                   | Gebäude mit Fachwerkobergeschoss, schönes Zeugnis kleinbäuerlichen Lebens, baugeschichtlich und straßenbildprägend von Bedeutung. Zweigeschossiger Bau, Erdgeschoss massiv, Fenster mit Holzgewänden, sonst Sandsteingewände, originale Haustür mit Oberlicht, Erdgeschoss wohl in Lehmbauweise, Obergeschoss Fachwerk, Giebel verbrettert, Lehmausfachung, Krüppelwalmdach, jüngere Krempziegel, zumeist alte Fenster (Anfang 20. Jahrhundert). | 08974012 |
| Direkt Bild zu diesem Denkmal hochladen | Villa mit vorgelagerter Stützmauer | Mahliser Straße 1 (Karte)       | 1896 | Putzbau mit originaler Fassadengestaltung, Dremopel und Walmdach, baugeschichtlich von Bedeutung. - Villa: zweigeschossiger massiver Putzbau, Werksteinsockel, originaler Putz mit schlichter Putzgliederung, Sandsteingewände, Reliefplatten in Brüstungsfeldern (Gips), Fenster erneuert, Walmdach, Knaggen, Haustür Original nachempfunden, Dachpappe, Villa des Dresdner Brotfabrikanten Ernst Wilhelm - Einfriedung: Werksteinstützmauerwerk (Granit) mit Ziegelabdeckung, darauf jüngerer Lattenzaun | 08974009 |
| Weitere Bilder                          | Bockwindmühle Collm | Oberweg (Karte)                 | 19. Jahrhundert                                                                                           | Technikgeschichtlich und ortsbildprägend von Bedeutung. Bockwindmühle mit Teerpappe verkleidet, Fenster erneuert, Reste der Ruten. | 08974019 |
| Direkt Bild zu diesem Denkmal hochladen | Villa | Villenstraße 3 (Karte)          | Um 1900                                                                                                   | Zeugnis des Bauens im Schweizer Stil, Teil der repräsentativen Bebauung der Villenstraße, baugeschichtlich von Bedeutung. Eingeschossiger massiver Putzbau, vielgliedrige Dachlandschaft, hölzerner Wintergarten mit originaler Verglasung, Vorgespärre, Putzfassade mit schlichter Klinkergliederung, Dachhäuschen, Dachpappe, Fenster erneuert. | 08974016 |
| Direkt Bild zu diesem Denkmal hochladen | Villa | Villenstraße 5 (Karte)          | Um 1900                                                                                                   | Zeugnis des Bauens im Schweizer Stil, Teil der repräsentativen Bebauung der Villenstraße, baugeschichtlich von Bedeutung. Eingeschossiger massiver Putzbau, vielgliedrige Dachlandschaft, Veranda mit hölzerner Überdachung und Brüstung, Vorgespärre, Balkon, Putzfassade mit schlichter Klinkergliederung, originale Fenster, originale Winterfenster, Haustür erneuert. | 08974017 |

### Ehemaliges Denkmal Collm
| Bild                                    | Bezeichnung                   | Lage              | Datierung             | Beschreibung | ID       |
| --------------------------------------- | ----------------------------- | ----------------- | --------------------- | --- | -------- |
| Direkt Bild zu diesem Denkmal hochladen | Armenhaus, ehemaliges Spittel | Hohlweg 2 (Karte) | Mitte 19. Jahrhundert | Schlichter Putzbau, sozialgeschichtliche Bedeutung. Eingeschossig, Krüppelwalmdach. Zwischen 2020 und 2024 aus der Denkmalliste gestrichen. | 08967025 |

## Gröppendorf
| Bild | Bezeichnung | Lage             | Datierung | Beschreibung | ID       |
| ---- | ----------- | ---------------- | --------- | --- | -------- |
|      | Wohnhaus    | Gasse 11 (Karte) | Um 1885   | Baugeschichtlich von Bedeutung. Zweigeschossiger Bau, Erdgeschoss massiv, Obergeschoss verbrettert, darunter vermutlich Fachwerk, im Obergeschoss fast alle originale Fenster erhalten, im Erdgeschoss denkmalgerecht erneuert, im Obergeschoss hölzerne Fensterumrahmungen, Satteldach (Falzziegel), im Erdgeschoss ein originales Fenstergitter. | 08974120 |

## Lampersdorf
| Bild                                    | Bezeichnung                                                                   | Lage                         | Datierung                                                  | Beschreibung | ID       |
| --------------------------------------- | ----------------------------------------------------------------------------- | ---------------------------- | ---------------------------------------------------------- | --- | -------- |
| Weitere Bilder                          | Kirche mit Ausstattung, Kirchhof und Einfriedung sowie sowjetische Grabanlage | Am Kirchberg (Karte)         | 16. Jahrhundert (Kirche); nach 1945 (sowjetisches Grabmal) | Lang gestreckte Saalkirche, verputzter Bruchsteinbau mit 3/8-Schluss, baugeschichtlich, kunstgeschichtlich und ortsgeschichtlich von Bedeutung. - Kirche: Chorfenster mit Spitzbögen, Saalerweiterung mit Korbbögen, gedrungener Westturm, oktogonales Glockengeschoss, - Einfriedung: Bruchsteinmauerwerk, teilweise geputzt, Ziegelabdeckung teilweise neu ausgeführt - Sowjetischer Ehrenfriedhof (Sonderabteilung): In 12 Gemeinschaftsgräbern ruhen Soldaten, die in einem Lazarett verstorben sind und vermutlich auch Kriegsgefangene, die nach ihrer Befreiung in diesem Lazarett Aufnahme fanden. Über die Zahl der Toten ist nichts bekannt. Die Gemeinschaftsgräber haben Grabfassungen. - Am Kopfende der Anlage das Denkmal: auf dreistufigem Sockel eine Stele, als Abschluss mehrfach gestuft, darüber Sowjetstern. An der Vorderseite ehrende Inschrift, darüber plastisch ausgearbeitet der Umriss eines Panzers. Material Sandstein, Höhe insges. ca. 250 cm, errichtet 1945/46. | 08974143 |
|                                         | Denkmal für die Gefallenen des Ersten Weltkrieges                             | Am Kirchberg (Karte)         | Nach 1918                                                  | Ortsgeschichtlich von Bedeutung. - Material: Kunststein, gestuftes Postament, darauf Stele mit bekrönendem Kreuz, Relief eines Helms - Inschrift „Unseren Helden“, Namen der Gefallenen | 08974142 |
| Direkt Bild zu diesem Denkmal hochladen | Wohnstallhaus eines Bauernhofes                                               | Am Kirchberg 4 (Karte)       | Um 1800                                                    | Obergeschoss Fachwerk verputzt, ältestes Bauernhaus des Ortes mit hofseitig erhaltener Fachwerkkonstruktion, baugeschichtlich von Bedeutung. Zweigeschossiger Putzbau, bis auf hofseitige Traufseite im Obergeschoss massiv, teilweise alte Fenster, alte Haustür, Sandsteingewände unter Putz (nach Auskunft), ein Holzgewände. | 08974144 |
| Direkt Bild zu diesem Denkmal hochladen | Wohnhaus und winklig angebautes Seitengebäude eines ehemaligen Vierseithofes  | Dorfstraße 14 (Karte)        | Bezeichnet mit 1870                                        | Repräsentatives Wohnhaus mit Zwillingsfenster im Giebel, baugeschichtlich und sozialgeschichtlich von Bedeutung. - Bauernhaus: zweigeschossiger Putzbau, Satteldach (Falzziegel), Sandsteingewände, Sandsteinportal, Haustür später erneuert, repräsentative Zwillingsfenster im Giebel, Putz erneuert - Seitengebäude: zweigeschossiger Putzbau, Erdgeschoss mit Sandsteingewände, originale Putzgewände, alte Fenster, Erdgeschoss Stall, Obergeschoss Kammern | 08974140 |
| Direkt Bild zu diesem Denkmal hochladen | Häuslerhaus                                                                   | Oschatzer Straße 206 (Karte) | Um 1830                                                    | Obergeschoss Fachwerk verputzt, anschauliches Zeugnis kleinbäuerlicher Lebensweise im 19. Jahrhundert, durch Lage am Ortseingang mit straßenbildprägender Wirkung, baugeschichtlich von Bedeutung. Zweigeschossiger Bau, Erdgeschoss und hintere Giebelwand massiv, Obergeschoss sonst Fachwerk (bis auf eine Traufseite überputzt), Fenster und Haustür neu, im Erdgeschoss ein liegendes Fenster, Satteldach (Dachpappe), straßenseitiger Giebel verschiefert. | 08974141 |

## Liptitz
| Bild                                    | Bezeichnung | Lage                      | Datierung                                                                        | Beschreibung | ID       |
| --------------------------------------- | --- | ------------------------- | -------------------------------------------------------------------------------- | --- | -------- |
|                                         | Rundbogenbrücke über die Döllnitz | (Flurstück 206/5) (Karte) | Bezeichnet mit 1858                                                              | Aufwändig gestaltete Brücke, schönes historisches Zeugnis seiner Art, baugeschichtlich von Bedeutung. Rundbogenbrücke (Granit) mit Sandsteinbekrönung der Brüstung. | 08974005 |
| Direkt Bild zu diesem Denkmal hochladen | Häuslerhaus mit Stallanbau | Blumenstraße 5 (Karte)    | Um 1840                                                                          | Zusammen mit Nummer 6 Zeugnis kleinbäuerlichen Lebens im 19. Jahrhundert, baugeschichtlich von Bedeutung. Zweigeschossiger Bau, Erdgeschoss und westliche Giebelseite massiv, sonst Fachwerk, östlicher Giebel verschiefert, Satteldach (Schieferdeckung), alte Fenster und Haustür erneuert. | 08974151 |
| Direkt Bild zu diesem Denkmal hochladen | Häuslerhaus mit Stallanbau | Blumenstraße 6 (Karte)    | Um 1840                                                                          | Zusammen mit Nummer 5 Zeugnis kleinbäuerlichen Lebens im 19. Jahrhundert, baugeschichtlich von Bedeutung. Zweigeschossiger Bau, Erdgeschoss und westliche Giebelseite massiv, sonst Fachwerk, Giebel verschiefert, Satteldach (Schieferdeckung), alte Fenster und Haustür, Lehmstakenausfachung. | 08974150 |
| Weitere Bilder                          | Kirche mit Ausstattung, Kirchhof, drei Grabmale an der südlichen Kirchenwand sowie Denkmal für die Gefallenen des Ersten Weltkrieges | Breite Straße (Karte)     | 1560 (Saal); 1604 (Turm); nach 1606 (Grabmal); 1724 (Grabmal); um 1750 (Grabmal) | Lang gestreckte Saalkirche, Westturm über quadratischem Grundriss, baugeschichtlich und ortsgeschichtlich von Bedeutung. - Kirche: langgestreckte Saalkirche mit Querwestturm, 1724 Umbauten, verputzter Bruchsteinbau mit dreiseitigem Ostschluss, hohe Rechteckfenster, 1823 Anbau einer Herrschaftsstube - Epitaph für Johannes Weber und ...... (?) zwei Sandsteintafeln mit bekrönendem Wappen (um 1750) - Grabplatte für Hanns von Grunrade: Relief eines stehenden, geharnischten Mannes, verschiedene Wappen, Sandstein, - Epitaph f. .....rich von Gunsrade: schlichte Sandsteintafel mit Inschrift, darüber Medaillon mit Agnus Dei (17. Jahrhundert) - Kriegerdenkmal: Sandsteinquader auf gestuftem Sockel, tumbaähnliche Bekrönung mit Reliefs (Helm, Schwert, Eichenlaub / Eisernes Kreuz, Eichenlaub / Flamme, Eichenlaub, Namen der Gefallenen) | 08974154 |
| Direkt Bild zu diesem Denkmal hochladen | Östliches Wohnstallhaus und nördliches Seitengebäude eines Vierseithofes                                                             | Breite Straße 8 (Karte)   | Bezeichnet mit 1861 (Wohnstallhaus); um 1861 (Seitengebäude)                     | Zeittypische Putzbauten, baugeschichtlich und sozialgeschichtlich von Bedeutung, durch Kurvenlage Straßenbild prägend. - Wohnstallhaus: zweigeschossiger massiver Putzbau, Satteldach (Biberschwanzdeckung), Sandsteingewände, Putzgewände, zwei Sandsteinportale, eine alte Haustür, Fenster erneuert, originaler Putz mit schlichter Gliederung (Eckquaderung), Drillingsfenster im Giebel - Seitengebäude: zweigeschossiger massiver Putzbau, Bruchsteinmauerwerk, Sandsteingewände, originaler Putz mit schlichter Gliederung, Deutsches Band als Traufgesims, Satteldach (Biberschwanzdeckung), im Erdgeschoss zwei Türgewände entfernt, teilweise originale Fenster, sonst weitgehend erneuert | 08974149 |
|                                         | Pfarrhaus | Breite Straße 15 (Karte)  | Um 1900                                                                          | Architektonisch qualitätvolles Gebäude, baugeschichtlich und ortsgeschichtlich von Bedeutung. Zweigeschossiger massiver Bau mit Klinkermischfassade, vielgliedrige Dachlandschaft (Biberschwanzdeckung), Werksteinsockel, Fenster denkmalgerecht erneuert, originale Haustür mit Fenstergittern und Oberlicht, rückwärtig eingeschossiger Anbau mit Satteldach, ein originales Fenster, Tür erneuert. | 08974152 |
| Direkt Bild zu diesem Denkmal hochladen | Wohnhaus eines Bauernhofes | Breite Straße 17 (Karte)  | Um 1840                                                                          | Obergeschoss Fachwerk verputzt, stattliches Gebäude am Zugang zum Kirchhof, baugeschichtlich von Bedeutung. Zweigeschossiger Putzbau, Erdgeschoss massiv, teilweise Sandsteingewände, Wandöffnungen teilweise verändert, Obergeschoss und Giebel Fachwerk (überputzt), Fenster jünger, Krüppelwalmdach mit erneuerter Deckung (Falzziegel), Haustüren erneuert. | 08974155 |
| Direkt Bild zu diesem Denkmal hochladen | Häuslerhaus mit Stallanbau | Döllnitzanger 1 (Karte)   | Um 1830 und später                                                               | Obergeschoss Fachwerk, prägnantes Zeugnis kleinbäuerlichen Lebens im 19. Jahrhundert, baugeschichtlich von Bedeutung. Zweigeschossiger Bau, bis auf Fachwerk im Obergeschoss an rückwärtiger Traufseite massiv, Fenster denkmalgerecht erneuert, Satteldach mit erneuerter Biberschwanzdeckung, alte Haustür, ein Fenster im Erdgeschoss vergrößert, massiver Stallanbau. | 08974156 |
|                                         | Schule (mit nördlichem Anbau) und Einfriedung                                                                                        | Döllnitzseeweg 3 (Karte)  | Um 1905                                                                          | Putzbau mit Klinkerzier, architektonisch qualitätvolles Gebäude aus der Zeit um 1905, als ehemalige Schule von baugeschichtlicher und ortsgeschichtlicher Bedeutung. - Schule: zweigeschossiger massiver Bau mit Walmdach (erneuerte Biberschwanzdeckung), Putzfassade mit auffälliger Klinkergliederung, ein Portal entstellt, ein Portal zugesetzt, Bruchsteinsockel originales Treppenhaus, eingeschossiger massiver Anbau mit Satteldach (Biberschwanzdeckung erneuert), ebenfalls Putzfassade mit Klinkergliederung, Bruchsteinsockel, Fenster am gesamten Gebäude erneuert - Einfriedung: Mauer in Zyklopenmauerwerk, Tore später erneuert | 08974003 |
| Direkt Bild zu diesem Denkmal hochladen | Aufbahrungshalle und Einfriedungsmauer des Friedhofs                                                                                 | Hauptstraße (Karte)       | Um 1910                                                                          | Baugeschichtlich und ortsgeschichtlich von Bedeutung. - Einfriedung: verputztes Bruchsteinmauerwerk mit Abdeckung aus Natursteinplatten (teilweise auch Ziegel), Mauerkrone bewachsen - Leichenhalle: schlichter zeittypischer eingeschossiger Bau, Krüppelwalmdach (Biberschwanzdeckung), Rundbogenportal, originale Fenster, Tür später erneuert | 08974002 |
|                                         | Rundbogenbrücke über die Döllnitz | Hauptstraße (Karte)       | Um 1880                                                                          | Brückenbau mit ortsbildprägender Wirkung, baugeschichtlich und technikgeschichtlich von Bedeutung. Rundbogenbrücke über Döllnitz aus großen rötlichen Granitquadern (teilweise überputzt). | 08974159 |
| Direkt Bild zu diesem Denkmal hochladen | Häuslerhaus und Seitengebäude | Hauptstraße 6 (Karte)     | Um 1830 (Häusleranwesen); 2. Hälfte 19. Jahrhundert (Seitengebäude)              | Obergeschoss Fachwerk, Zeugnis kleinbäuerlichen Lebens im 19. Jahrhundert, baugeschichtlich von Bedeutung. - Wohnhaus: zweigeschossiger Bau, Erdgeschoss und Giebelwände massiv (geputzt) Traufseite Fachwerk, teilweise Putzgewände, teilweise Fensterläden, alte Fenster, Satteldach (Falzziegel) - Stall: eingeschossiger massiver Putzbau, Satteldach (Biberschwanzdeckung) | 08974157 |
| Direkt Bild zu diesem Denkmal hochladen | Südliches Wohnstallhaus eines Vierseithofes                                                                                          | Hauptstraße 14 (Karte)    | Um 1860                                                                          | Regionaltypisches Bauernhaus, schönes Zeugnis bäuerlichen Lebens im 19. Jahrhundert, baugeschichtlich von Bedeutung. Zweigeschossiger massiver Putzbau, Bruchsteinmauerwerk, schlichte Putzgliederung, Sandsteingewände, ein Kunststeingewände, Fensterläden fehlen, einige Fenster zugesetzt, teilweise originale, sonst alte Fenster, Krüppelwalmdach, Portal verändert, Haustür später ersetzt, starke Rissbildungen im Mauerwerk. | 08974000 |

## Luppa
| Bild                                    | Bezeichnung | Lage                               | Datierung                                                                           | Beschreibung | ID       |
| --------------------------------------- | --- | ---------------------------------- | ----------------------------------------------------------------------------------- | --- | -------- |
|                                         | Ehemalige Poststation | Dresdener Straße 2 (Karte)         | Um 1850                                                                             | Putzbau mit Zwerchhaus, baugeschichtlich und ortsgeschichtlich von Bedeutung. Eingeschossig, massiv, Zwerchhäuser zu beiden Seiten, alte Fenster, kräftiges Traufgesims, Fenster mit Holzgewänden, Portal mit Sandsteingewände, alte Fenster, originales Portal mit Oberlicht, straßen- und hofseitig Freitreppe mit Sandsteinstufen, Walmdach mit Falzziegeldeckung. | 08974104 |
| Direkt Bild zu diesem Denkmal hochladen | Wohnstallhaus (mit Kumthalle) eines Dreiseithofes | Dresdener Straße 16 (Karte)        | Um 1820                                                                             | Zeugnis bäuerlicher Lebensweise, baugeschichtlich und sozialgeschichtlich von Bedeutung. Zweigeschossig, Krüppelwalmdach (Biberschwanzdeckung) mit Fledermausgauben, Bruchsteinsockel, dreijochige Kumthalle, Formsteingewände mit Musterung. | 08973342 |
| Direkt Bild zu diesem Denkmal hochladen | Wohnstallhaus, Seitengebäude mit Auszugsteil und Oberlaube sowie Scheune eines Dreiseithofes, dazu Toranlage, Einfriedung und Hofpflaster                     | Dresdener Straße 28 (Karte)        | Um 1820 (Wohnstallhaus und Auszugshaus); 20. Jahrhundert (Pflaster)                 | In ihrem Erhaltungszustand einzigartig erhaltene geschlossene Hofanlage in Luppa, Seitengebäude mit seltener Oberlaube, baugeschichtlich, sozialgeschichtlich und wirtschaftsgeschichtlich von Bedeutung. - Bauernhaus: zweigeschossiger massiver Putzbau, Sandsteingewände, alte, teilweise originale Fenster, teilweise Winterfenster, Krüppelwalmdach (Biberschwanzdeckung), Sandsteinportal mit Schlussstein, alte Haustür, alte Innentüren - Scheune: eingeschossiger massiver Putzbau, Satteldach (Biberschwanzdeckung, Fledermausgaube) - Hofpflaster: kleine Pflastersteine (Granit) - Auszugshaus: zweigeschossiger Bau, Erdgeschoss massiv, Sandsteingewände, Obergeschoss traufseitig Fachwerk, originale Fenster, zugesetzte Oberlaube, Krüppelwalmdach (Biberschwanzdeckung, Fledermausgaube) - Einfriedung: Bruchsteinmauerwerk (verputzt), teilweise Ziegelsteinabdeckung, Holztore | 08974106 |
| Direkt Bild zu diesem Denkmal hochladen | Wohnstallhaus eines ehemaligen Dreiseithofes | Dresdener Straße 43 (Karte)        | Um 1820, im Kern älter                                                              | Obergeschoss Fachwerk verputzt, sehr alter Kern, baugeschichtlich von Bedeutung. Bauernhaus, Erdgeschoss massiv, Obergeschoss Fachwerk (verputzt), Fenster und Türen erneuert, Satteldach (Falzziegel), innen Rundbogendurchgänge. | 08974101 |
| Weitere Bilder                          | Kirche und Kirchhof Luppa (Sachgesamtheit) | Friedrich-Engels-Straße (Karte)    | 13. Jahrhundert                                                                     | Sachgesamtheit Kirche und Kirchhof Luppa mit folgenden Einzeldenkmalen: Kirche mit Ausstattung, Einfriedungsmauer und Kirchhofstor mit zwei Laternen, sechs Grabmale und Laterne auf dem Kirchhof (siehe 08974114) sowie Kirchhof (Gartendenkmal); Anlage mit baugeschichtlicher, kunstgeschichtlicher und ortsgeschichtlicher Bedeutung. - Hauptwege: Verbindungsweg südlich der Kirche zwischen dem Ost- und Westtor sowie vom Südtor zur Kirche, Nebenwege entlang der südlichen Kirchhofmauer und um die Kirche - entlang der Hauptwege Alleen bzw. entlang der Nebenwege Baumreihen aus Linden (Tilia spec.), Grabeinfassungen aus geschnittenen Eibenhecken (Taxus baccata) | 09305685 |
| Weitere Bilder                          | Kirche mit Ausstattung, Einfriedungsmauer und Kirchhofstor mit zwei Laternen, sechs Grabmale und Laterne auf dem Kirchhof (Einzeldenkmale zu ID-Nr. 09305685) | Friedrich-Engels-Straße (Karte)    | 13. Jahrhundert (Kirche); um 1860 (Grabmal); 1920er Jahre (Grabmal und Ausstattung) | Einzeldenkmale der Sachgesamtheit Kirche und Kirchhof Luppa; Saalkirche romanischen Ursprungs, Anlage mit baugeschichtlicher, kunstgeschichtlicher und ortsgeschichtlicher Bedeutung. - Kirche: große Saalkirche romanischen Ursprungs mit breitem Querwestturm, verputzter Bruchsteinbau mit wenig eingezogenem Chor, Apsis, Wiederaufbau nach Zerstörung durch Hussiten, Umbauten 1628, 1730–1734, 1835, 1898 - Einfriedung: verputztes Bruchsteinmauerwerk, drei Zufahrtstore (im Osten, Westen und Süden) mit zweiflügligen schmiedeeiserne Ziergittertoren, Torpfosten des südlichen Tores mit bekrönende Laternen (Art-Déco) - Grabmale: - 1. Erbbegräbnis Marx: polierter schwarzer Granit, Gravur eines Engels (um 1925) - 2. Grabstele Müller (nördlich des Chores): neogotische Stele (Sandstein), Halbplastik einer Heiligen unter Baldachin (um 1860) - 3. zwei Grabmale nördlich des Turmes: erstes Grabmal: Sandstein, Halbplastik der Hl. Agnes (?), Bekrönung mit Arkroterien, zweites Grabmal: Sandstein, Blendmaßwerk, getragen von Säulen, Relief eines Blumenkorbes, als Bekrönung, Quader mit Kreuzrelief - 4. Grabmal südlich des Turmes: Sandstein stark verwittert, Halbplastik einer weiblichen Heiligen unter Blendmaßwerk (getragen von Säulen), um 1860 - 5. Erbbegräbnis Kleeberg: Kunststein, Art-Déco-Einfluss, nach 1926 - Laterne: schmiedeeisern (Art Déco), südlich der Kirche | 08974114 |
|                                         | Wohnhaus und Schlosserei | Friedrich-Engels-Straße 1 (Karte)  | Um 1850 (Wohnhaus); um 1875 (Werkstatt)                                             | Wohnhaus mit außergewöhnlicher Fassadengestaltung durch neogotische Schmuckformen, ehemaliger Handwerksbetrieb mit baugeschichtlicher und ortsgeschichtlicher Bedeutung. - Wohnhaus: eingeschossiger massiver Putzbau, Satteldach (Falzziegel), Traufseite mit Rundbogenfries, sonst Putz wohl vereinfacht, Fenster mit Überschlagsgesimsen, originale Haustür mit Oberlicht und Drückergarnitur, Gebäudeecken und Giebel bekrönt mit Sandsteinquadern mit Vierpassmotiv, Freitreppe mit Sandsteinstufen - Werkstatt: zweigeschossiger Putzbau, Flachdach, alte Fenster, im Obergeschoss ein originales Fenster | 08974105 |
|                                         | Pfarrhof mit Pfarrhaus, zwei Seitengebäuden, westlicher Scheune und Einfriedung mit Toreinfahrt                                                               | Friedrich-Engels-Straße 25 (Karte) | 2. Hälfte 18. Jahrhundert                                                           | Repräsentativer Pfarrhof, baugeschichtlich und ortsgeschichtlich von Bedeutung. - Pfarrhaus: zweigeschossiger massiver Putzbau, Sandsteingewände, profiliertes Traufgesims, Mansarddach, Biberschwanzdeckung, Fenster und Haustür erneuert, Innen: Fußbodenfliesen im Eingangsbereich (um 1900) - Pfarrscheune: eingeschossiger massiver Putzbau, Krüppelwalmdach (Kronendeckung), Fledermausgauben - Seitengebäude: eingeschossiger massiver Putzbau, Krüppelwalmdach (Kronendeckung), Fledermausgauben, Ladeluke, Holzgewände, ein möglicherweise originales Fenster - Gesindehaus: zweigeschossiger massiver Putzbau, Wohnstallhaus, Sandsteingewände, alte Fenster, Haustür erneuert, Satteldach (straßenseitig Krüppelwalmdach, Biberschwanzdeckung), Gurtgesims, im Obergeschoss Brücke zum Pfarrhaus - Einfriedung: verputztes Mauerwerk, Ziegelsteinabdeckung, Torpfosten (geputzt), Holztore, an Friedrich-Engels-Straße unverputztes Zyklopenmauerwerk bzw. besonders hoher Sockel aus Zyklopenmauerwerk, darauf Ziegelmauer mit schlichter Gliederung (um 1880) | 08974115 |
| Direkt Bild zu diesem Denkmal hochladen | Östliches Auszugshaus (mit Oberlaube) eines Dreiseithofes | Leipziger Straße 6 (Karte)         | Bezeichnet mit 1822                                                                 | Obergeschoss Fachwerk zum Teil verputzt, in der Region sehr seltene Oberlaube, baugeschichtlich von Bedeutung. Zweigeschossiger Bau, Satteldach (Asbestplatten), Erdgeschoss massiv, hier Wandöffnungen verändert, Obergeschoss weitgehend Fachwerk, im Erdgeschoss ein Sandsteingewände, ein Holzgewände, Oberlaube, Taubenlöcher, Sandsteinportal mit Schlussstein. | 08974103 |
| Direkt Bild zu diesem Denkmal hochladen | Wohnstallhaus eines ehemaligen Dreiseithofes | Oberdorf 4 (Karte)                 | Um 1900                                                                             | Putzbau mit zeit- und regionaltypischen Gestaltungselementen, baugeschichtlich und sozialgeschichtlich von Bedeutung. Zweigeschossiger massiver Bau, verputzt, Bruchstein-/Ziegelsteinmauerwerk, Kunststeingewände, Erdgeschoss sichtige Klinkerentlastungsbögen, Obergeschoss Gesimsverdachungen, schlichte Putzgliederung, originale Fenster, Satteldach (Falzziegel), Portal entstellt. | 08974116 |
| Direkt Bild zu diesem Denkmal hochladen | Auszugshaus eines Dreiseithofes | Oberdorf 8 (Karte)                 | Um 1830 und später                                                                  | Obergeschoss Fachwerk, schönes Zeugnis bäuerlichen Lebens im 19. Jahrhundert, anschauliches Zeugnis der Volksbauweise. Zweigeschossiger Bau, hofseitig massiv, sonst Erdgeschoss massiv, Obergeschoss Fachwerk (am straßenseitigen Giebel aufgebrettert), Lehmstakenausfachung, Satteldach (Falzziegel), alte Fenster. | 08974118 |
| Direkt Bild zu diesem Denkmal hochladen | Wohnhaus, östliches Auszugshaus und nördliche Scheune eines Dreiseithofes sowie Einfriedung mit Toreinfahrt                                                   | Oberdorf 16 (Karte)                | Um 1820 und später                                                                  | Regionaltypischer Dreiseithof mit an allen Gebäuden erhaltener Fachwerkkonstruktion, schönes Zeugnis bäuerlichen Lebens im 19. Jahrhundert, baugeschichtlich, sozialgeschichtlich und wirtschaftsgeschichtlich von Bedeutung. - Bauernhaus: zweigeschossiger Bau, rückseitig angeschleppt, Frackdach (Biberschwanzdeckung), Obergeschoss hofzugewandte Traufseite Fachwerk, sonst massiv, Wandöffnungen im Erdgeschoss verändert - Scheune: eingeschossiger Bau, unterer Wandbereich massiv (verputzt), oberer Wandbereich hofseitig weitgehend Fachwerk, Satteldach (Falzziegel) - Auszugshaus: Wohnstallhaus, zweigeschossiger Bau, hofabgewandte Traufseite Fachwerk, sonst massiv (geputzt), Satteldach (Biberschwanzdeckung), Fenster, Tore und Türen erneuert, Sandsteingewände - Einfriedung: verputztes Mauerwerk, Torpfosten, Tore erneuert | 08974117 |
| Weitere Bilder                          | Bockwindmühle Luppa | Radegaster Weg 7 (bei) (Karte)     | 1838–1841                                                                           | Technikgeschichtlich und ortsgeschichtlich von Bedeutung, ortsbildprägend. Verbretterung und Deckung erneuert, Ruten erhalten, technische Ausstattung vorhanden, laut Quelle von um 1930 (nach 1927), zuerst Mahlmühle, danach nur geschrotet. 1838–1841 errichtet, 1989–1991 restauriert. | 08974107 |
| Direkt Bild zu diesem Denkmal hochladen | Wohnstallhaus eines ehemaligen Dreiseithofes | Straße des Friedens 9a (Karte)     | Um 1820                                                                             | Obergeschoss traufseitig Fachwerk, schönes Zeugnis bäuerlichen Lebens im 19. Jahrhundert, baugeschichtlich von Bedeutung. Zweigeschossiger Bau, Erdgeschoss und straßenseitiger Giebel massiv, alte Fenster, ein Holzgewände, teilweise Winterfenster, Portalgewände entfernt, Satteldach (Falzziegel). | 08974109 |
| Direkt Bild zu diesem Denkmal hochladen | Wohnstallhaus eines Dreiseithofes mit Hof- und Vorgarteneinfriedung                                                                                           | Straße des Friedens 10 (Karte)     | Um 1890 (Wohnstallhaus); um 1910 (Einfriedung)                                      | Zeittypischer Putzbau mit Zwillingsfenster im Giebel, baugeschichtlich von Bedeutung. - Bauernhaus: zweigeschossiger massiver Putzbau, Kunststeingewände, alte Fenster, Zwillingsfenster im Giebel, originale Haustür mit Oberlicht, Satteldach (Falzziegel) - Hofeinfriedung: Ziegelpfosten (geputzt) mit hoher Bekrönung, geputztes Mauerwerk - Vorgarteneinfriedung: Kunststeinpfosten, schmiedeeiserne Gitter | 08974112 |
| Direkt Bild zu diesem Denkmal hochladen | Wohnstallhaus | Straße des Friedens 20 (Karte)     | Um 1850                                                                             | Zeittypischer Putzbau mit Drillingsfenster im Giebel, heimatgeschichtlich und baugeschichtlich von Bedeutung. Zweigeschossig, massiv, Putz- bzw. Kunststeingewände, Drillingsfenster im Giebel, alte und teilweise originale Fenster, Haustür jünger, originaler Putz mit schlichter Gliederung. | 08974111 |
| Direkt Bild zu diesem Denkmal hochladen | Häuslerhaus | Straße des Friedens 24 (Karte)     | Frühes 19. Jahrhundert und später                                                   | Obergeschoss Fachwerk, schönes Zeugnis kleinbäuerlichen Lebens im 19. Jahrhundert, baugeschichtlich von Bedeutung. Zweigeschossiger Bau, Erdgeschoss und straßenseitiger Giebel massiv (Bruchstein, geputzt), Obergeschoss traufseitig und rückwärtiger Giebel weitgehend Fachwerk, Fenster und Haustür erneuert. | 08974110 |
| Weitere Bilder                          | Denkmal für die Gefallenen des Ersten Weltkrieges | Torgauer Straße (Karte)            | Nach 1918                                                                           | Ortsgeschichtliche Bedeutung. Granitstele auf gestuftem Sockel, als Bekrönung Quader mit Kreuzrelief, Stele mit Namen der Gefallenen, Relief Kranz und Schwert, Aufschrift „Welt/ 1914/ Krieg/ 1918“. | 08974108 |
|                                         | Gasthof „Zum Schwarzem Ross“ | Torgauer Straße 1a (Karte)         | 2. Hälfte 18. Jahrhundert                                                           | Imposanter Barockbau mit hohem Krüppelwalmdach, baugeschichtlich und ortsgeschichtlich von Bedeutung, durch Lage in Kurve Straßenbild prägend. Zweigeschossiger massiver Putzbau, sehr dicke Mauern, entstellender Putz, Sandsteingewände (möglicherweise auch an Giebelseite unter Putz), Fenster und Haustür erneuert, Krüppelwalmdach, Falzziegel. | 08974113 |

### Ehemaliges Denkmal (Luppa)
| Bild                                    | Bezeichnung                                                | Lage                       | Datierung          | Beschreibung | ID       |
| --------------------------------------- | ---------------------------------------------------------- | -------------------------- | ------------------ | --- | -------- |
| Direkt Bild zu diesem Denkmal hochladen | Westliches Wohnstallhaus und Toranlage eines Dreiseithofes | Dresdener Straße 7 (Karte) | Um 1800 und später | Obergeschoss Fachwerk, für Luppa typisches giebelständiges Bauernhaus, baugeschichtlich und straßenbildprägend von Bedeutung. Zweigeschossiger Bau, Erdgeschoss und Giebelseite massiv, Obergeschoss traufseitig Fachwerk (überputzt), teilweise alte Fenster, im Erdgeschoss veränderte Wandöffnungen, Krüppelwalmdach, Biberschwanzdeckung. Zwischen 2013 und 2015 abgerissen. | 08974102 |

## Mahlis
| Bild           | Bezeichnung | Lage                            | Datierung                                                                                                | Beschreibung | ID       |
| -------------- | --- | ------------------------------- | --- | --- | -------- |
|                | Gasthof Laubental | Am Mühlgraben 1 (Karte)         | Bezeichnet mit 1851                                                                                      | Obergeschoss Fachwerk, Ortsbild prägendes Gebäude, baugeschichtlich und ortsgeschichtlich von Bedeutung. Zweigeschossiger Bau, Erdgeschoss und eine Giebelwand massiv, Obergeschoss sonst Fachwerk, Gewände überputzt, Sandsteinportal, Haustür jünger, Fenster denkmalgerecht erneuert | 08973992 |
|                | Häuslerhaus | August-Bebel-Straße 3 (Karte)   | Um 1820                                                                                                  | Obergeschoss Fachwerk verputzt, eines der wenigen erhaltenen Fachwerkgebäude seiner Art, baugeschichtlich von Bedeutung. Zweigeschossiger Putzbau, Erdgeschoss und vordere Giebelseite massiv, sonst Fachwerk, Satteldach mit Krüppelwalm, teilweise originale Fenster, äußerst schlechter Bauzustand. | 08973987 |
| Weitere Bilder | Ehemalige Wartehalle des Haltepunktes Mahlis                                                                                     | Bahnhofstraße (Karte)           | 1888 | Ehemals für die wirtschaftliche Entwicklung des Ortes wichtiger Bahnhof der Schmalspurbahn Mügeln–Neichen (6967, sä. MN), ortsgeschichtlich, eisenbahngeschichtlich und verkehrsgeschichtlich von Bedeutung. Eingeschossiges kleines, verbrettertes Gebäude, originale Fenster, Dachpappe. | 08974004 |
|                | Lagergebäude der Dorfgenossenschaft Mahlis mit Mühle und Hofpflaster                                                             | Bahnhofstraße 20 (Karte)        | Um 1925                                                                                                  | Anlage mit ortsgeschichtlich, wirtschaftsgeschichtlich und technikgeschichtlich von Bedeutung, zum Wohnhaus umgebaut. - Lagergebäude: zweigeschossiger massiver Putzbau, Drempelzone, flach geneigtes Satteldach, originale Fenster, originale Haustür, teilweise Fensterläden erhalten, Mühlentechnik erhalten, originaler Putz, Granitsockel, originale Tore, Keller mit Durchfahrt, Laderampe - Hofpflaster: verschiedengestaltige Granitsteine, vor dem Haus Gleise der Schmalspurbahn Mügeln–Neichen | 08973993 |
|                | Kammergut Mahlis (Sachgesamtheit)                                                                                                | Gröppendorfer Straße 17 (Karte) | 18./19. Jahrhundert                                                                                      | Sachgesamtheit Kammergut Mahlis mit folgenden Einzeldenkmalen: Herrenhaus, sechs Wirtschaftsgebäude des ehemaligen Kammergutes Mahlis und Erdkeller (siehe 08973989) sowie Wirtschaftshof und gärtnerische Anlage nördlich des Herrenhauses als Sachgesamtheitsteile; Herrenhaus stattlicher und breit gelagerter Putzbau mit aufwändigem Portal und Mansardwalmdach, geschlossen erhaltene Hofanlage mit in ihrer Kubatur und ihrem äußeren Erscheinungsbild erhaltenen Wirtschaftsgebäuden, baugeschichtlich, kunstgeschichtlich und ortsgeschichtlich von Bedeutung. Gärtnerische Anlage des Gutes Bestandteil der Sachgesamtheit, kein Gartendenkmal. | 09305165 |
|                | Herrenhaus und sechs Wirtschaftsgebäude des ehemaligen Kammergutes Mahlis sowie Erdkeller (Einzeldenkmale zu ID-Nr. 09305165)    | Gröppendorfer Straße 17 (Karte) | 1716, im Kern älter (Herrenhaus); 18./19. Jahrhundert (Wirtschaftsgebäude); 19. Jahrhundert (Bergkeller) | Einzeldenkmale der Sachgesamtheit Kammergut Mahlis; Herrenhaus stattlicher und breit gelagerter Putzbau mit aufwändigem Portal und Mansardwalmdach, geschlossen erhaltene Hofanlage mit in ihrer Kubatur und ihrem äußeren Erscheinungsbild erhaltenen Wirtschaftsgebäuden, baugeschichtlich, kunstgeschichtlich und ortsgeschichtlich von Bedeutung. - Herrenhaus: zweigeschossiger massiver Putzbau, Mansardwalmdach (Dachsteine), Sandsteingewände, sieben Holzgewände, eines davon profiliert (Renaissance?), rückwärtiger Anbau mit Satteldach, stark verwittertes Sitznischenportal, Putzgesims und Putzlisenen, Fenster denkmalgerecht erneuert, Haustür später - Erdkeller: großer Erdkeller hinter dem Gebäude, Bruchsteinmauerwerk, Ziegelgewände - Wirtschaftsgebäude: imposante breit gelagerte und geduckt wirkende Bruchsteinbauten mit hohen Krüppelwalm- und Satteldächern                            | 08973989 |
|                | Häuslerhaus, mit Handschwengelpumpe                                                                                              | Gröppendorfer Straße 29 (Karte) | Um 1750 (Häusleranwesen); 1. Hälfte 20. Jahrhundert (Pumpe)                                              | Obergeschoss Fachwerk, sehr seltene, alte Fachwerkkonstruktion, baugeschichtlich und heimatgeschichtlich von Bedeutung. - Häuslerei: zweigeschossiger Bau, Erdgeschoss massiv, Obergeschoss Fachwerk (aufgebrettert), gezapft, Frackdach, Gebäude rückwärtig erweitert, Kunststeingewände, eine Giebelseite überputzt - Pumpe: hölzerne Handschwengelpumpe, Schacht mit Kunststeinabdeckung | 08973990 |
| Weitere Bilder | Kirche mit Ausstattung, Kirchhof mit Einfriedungsmauer, zwei Grabanlagen sowie Denkmal für die Gefallenen des Ersten Weltkrieges | Karl-Marx-Straße (Karte)        | 1777/1778, im Kern älter (Kirche); nach 1918 (Kriegerdenkmal); um 1925 (Grabanlage)                      | Saalkirche mit kräftigem Westturm mit Haube und Laterne, Anlage baugeschichtlich und ortsgeschichtlich von Bedeutung. - Kirche: Saalkirche mit kräftigem Westturm, verputzter Bruchsteinbau mit 3/8-Schluss, Korbbogenfenster mit Rokoko-Ornamenten, Turm über quadratischem Grundriss, oktogonaler Aufsatz mit Haube und Laterne - Kriegerdenkmal für Gefallene des Ersten Weltkrieges: neoklassizistisches Granitmonument mit bekrönendem Helm auf Eichenlaub, Relief eines rankenumwundenen Schwertes und zweier Trauerkränze, Namen der Gefallenen - Einfriedung: geputzte Bruchsteinmauer, teilweise Ziegelabdeckung - Grabstätte der Fam. Potzsch (um 1925): neoklassizistische Formensprache, Granit (bossiert bzw. gestockt), Relief Kreuz, im Giebelfeld Relief Sanduhr - Grabstätte Lindner (um 1925): neoklassizistische Formensprache, Sandstein, Relief eines Zweimasters, Grabeinfriedung aus Sandstein | 08973988 |
|                | Pfarrhaus mit Anbau und Pfarrgarten                                                                                              | Karl-Marx-Straße 2 (Karte)      | Um 1800                                                                                                  | Pfarrhaus spätbarocker Bau mit Krüppelwalmdach, baugeschichtlich und ortsgeschichtlich von Bedeutung. - Pfarrhaus: zweigeschossiger massiver Putzbau, Krüppelwalmdach, jüngerer Putz, Lisenengliederung, alte Fenster, im Giebel zwei originale Fenster, Putzgewände, Inschrifttafel, klassizistische Haustür - Anbau: zweigeschossiger massiver Putzbau, Satteldach, teilweise Sandsteingewände | 08973991 |
|                | Ehemalige Schule | Karl-Marx-Straße 6 (Karte)      | Um 1875                                                                                                  | Schlichter Putzbau von ortsgeschichtlicher Bedeutung. Zweigeschossiges Gebäude, Bruchsteinmauerwerk, verputzt, Satteldach, Tür- und Fenstergewände in Sandstein. | 08967038 |
|                | Wohnhaus, nördliche Garage und Pflasterung                                                                                       | Oschatzer Straße 101 (Karte)    | 1934, nach Auskunft                                                                                      | Architektonisch markantes Holzhaus in Fertigteilbauweise, baugeschichtlich von Bedeutung. - Holzhaus: zweigeschossiger Holzbau, Bruchsteinsockel, Satteldach (Biberschwanzdeckung), Fensterläden weitgehend erhalten, originale Haustür, Fenster erneuert, Eckerker, Balkon, originale Balkontür - Garage: eingeschossiger Holzbau, Satteldach (Biberschwanzdeckung), originales Tor - Wegepflaster von Haus zur Garage: unregelmäßige Werksteinplatten | 08974148 |

## Malkwitz
| Bild           | Bezeichnung | Lage                       | Datierung | Beschreibung | ID       |
| -------------- | --- | -------------------------- | --- | --- | -------- |
|                | Straßenbrücke | Dahlener Straße (Karte)    | Um 1935 | Technisches Denkmal in schlichter, qualitätvoller Formensprache, baugeschichtlich von Bedeutung. Mauerwerk aus schichtrecht versetzten Granitsteinen, zwei Durchläufe, teilweise verputzt. | 08974132 |
|                | Häuslerhaus | Dahlener Straße 18 (Karte) | Um 1830 und später                                                                                               | Obergeschoss Fachwerk, z. T. verbrettert, gut erhaltenes Zeugnis kleinbäuerlicher Lebensweise im frühen 19. Jahrhundert, baugeschichtlich von Bedeutung. Zweigeschossiger Bau, Erdgeschoss massiv, Obergeschoss und Giebel Fachwerk (teilweise verbrettert), alte Fenster, Satteldach mit Schieferdeckung (Falzziegel). | 08974135 |
| Weitere Bilder | Kirche mit Ausstattung, Kirchhof mit Einfriedungsmauer, Gedenktafel für Opfer des Faschismus und Denkmal für die Gefallenen des Ersten Weltkrieges | Kirchstraße 5 (Karte)      | 1569 (Kirche); 20. Jahrhundert, im Kern älter (Einfriedung); nach 1918 (Kriegerdenkmal); nach 1945 (Gedenktafel) | Kirche schlichter Putzbau mit Querwestturm, darauf Dachreiter, Anlage baugeschichtlich, kunstgeschichtlich und ortsgeschichtlich von Bedeutung. - Kirche: schlichte Saalkirche mit Querwestturm, Bruchsteinbau mit geradem Ostschluss, Korbbogenfenster, auf Turm Dachreiter mit hoher Pyramidenspitze - Gedenktafel: an Hauswand westlich des Kirchturms mit Aufschrift „Den Toten zum Gedenken / Den Lebenden zur Mahnung / Ermordet / April 1945“ - Kriegerdenkmal: Kunststeinstele, bekrönt von Eisernem Kreuz im Siegerkranz, Namen der Gefallenen, ehemals vorhandenes Medaillon fehlt - Einfriedung: verputztes Mauerwerk, Ziegelabdeckung                                  | 08974136 |
|                | Östliches Wohnstallhaus, südliches Auszugshaus und westliches Seitengebäude eines Vierseithofes, mit Hofpflaster                                   | Kirchstraße 17 (Karte)     | Um 1833 (Wohnstallhaus); bezeichnet mit 1833 (Auszugshaus); um 1860 (Seitengebäude); 19. Jahrhundert (Pflaster)  | Wohnstallhaus Obergeschoss Fachwerk zum Teil verputzt, die weiteren Gebäude in außergewöhnlicher Originalität überkommen, Teil des rundlingartig ausgebildeten westlichen Dorfendes, baugeschichtlich, sozialgeschichtlich und heimatgeschichtlich von Bedeutung. - Auszugshaus: zweigeschossiger Bau, Erdgeschoss massiv, Holzgewände (Fenster und Türen), Holzportal mit Schlussstein, originale Fenster, Krüppelwalmdach (Wellblech) - Seitengebäude: zweigeschossiger massiver Putzbau - Bauernhaus: zweigeschossiger Bau, Erdgeschoss massiv, Obergeschoss weitgehend Fachwerk (straßenseitiger Giebel), bis auf hofabgewandte Traufseite Fachwerk überputzt, Krüppelwalmdach | 08974133 |

## Wadewitz
| Bild           | Bezeichnung                                                            | Lage                            | Datierung          | Beschreibung | ID       |
| -------------- | ---------------------------------------------------------------------- | ------------------------------- | ------------------ | --- | -------- |
| Weitere Bilder | Südliches Wohnstallhaus und westliches Auszugshaus eines Vierseithofes | Thomas-Müntzer-Straße 1 (Karte) | Um 1820 und später | Beide Gebäude Obergeschoss Fachwerk, repräsentative Hofanlage, baugeschichtlich, sozialgeschichtlich und wirtschaftsgeschichtlich von Bedeutung. - Bauernhaus: zweigeschossiger Putzbau, Obergeschoss Hofseite Fachwerk, sonst massiv, schlichte Putzgliederung, Fenster später erneuert, zwei originale Fenster, originale Haustür, Sandsteingewände mit Agraffen (Haustür), Satteldach (Schieferdeckung), Dachhäuschen, historistische Fußbodenfliesen - Auszugshaus: zweigeschossiger Bau, massiv, Obergeschoss hofseitig Fachwerk, Tonnengewölbe, Bruchstein- bzw. Ziegelsteinmauerwerk, schlechter Bauzustand, Sandsteingewände, originale Fenster | 08973986 |

## Wiederoda
| Bild           | Bezeichnung | Lage                                                       | Datierung | Beschreibung | ID       |
| -------------- | --- | ---------------------------------------------------------- | --- | --- | -------- |
|                | Grenzstein | Lindenstraße (Karte)                                       | Um 1820 | Ca. 1,50 m hoher scharrierter Sandsteinpfeiler mit abgerundetem Kopf, Inschrift an der Südseite „H G No 8“, Inschrift an drei Seiten „H G“, geschichtlich von Bedeutung | 09305167 |
| Weitere Bilder | Rittergut und Park Wiederoda (Sachgesamtheit) | Lindenstraße 4, 5, 6, 7, 8, 10, 11, 14, 15, 16, 17 (Karte) | 18. Jahrhundert                                                                                                | Sachgesamtheit Rittergut und Park Wiederoda, mit folgenden Einzeldenkmalen: Herrenhaus (Nr. 17), Torhaus (Nr. 11) mit angebautem Gutsverwalterhaus (Nr. 10) und Gutsarbeiterhaus (Nr. 6/7) mit rückwärtigem Seitengebäude (siehe 09299881), der ehemalige Gutspark (Gartendenkmal) mit drei Solitärbäumen und Laubengang sowie folgenden Sachgesamtheitsteilen: zwei Wirtschaftsgebäude (Nr. 15 und 16), Scheune (Nr. 14), ehemalige Scheune (Nr. 8), Hofpflasterung und Teile der Einfriedungsmauer sowie ein zweites Gutsarbeiterhaus (Nr. 4/5) mit rückwärtigem Seitengebäude entlang der Lindenstraße; Anlage von baugeschichtlicher, kunstgeschichtlicher und ortsgeschichtlicher Bedeutung. - zwei Wirtschaftsgebäude Nummer 15/16: zwei zweigeschossige massive Putzbauten mit Satteldach, im rechten Gebäude zwei zugesetzte Tore - Scheune Nummer 14: große massive Scheune mit Mansarddach - Scheune 2 (außerhalb des Rittergutes direkt an der Lindenstraße): eingeschossiger verputzter Bruchsteinbau mit breit gelagertem Satteldach, Teilabbruch nach 2006 und Umbau zum Wohnhaus - Gutsarbeiterhaus (Doppelwohnhaus) Nummer 4/5: zweigeschossiger massiver Putzbau, Krüppelwalmdach - Pflaster des Rittergutsbereiches von Lindenstraße Nummer 10 durch Torhaus bis Hofbereich Rittergut, unregelmäßige Granitsteine (Flst: 481) - Einfriedung: Bruchsteintrockenmauer - Ehemaliger Park, von Bruchsteinmauer umgebene Gartenfläche mit Blutbuche und Ginkgo sowie südlich angrenzende Fläche mit Laubengang, im Wirtschaftshof eine Kopflinde       | 09300232 |
| Weitere Bilder | Herrenhaus (Nr. 17), Torhaus (Nr. 11) mit angebautem Gutsverwalterhaus (Nr. 10) und Gutsarbeiterhaus (Nr. 6/7) mit rückwärtigem Seitengebäude (Einzeldenkmale zu ID-Nr. 09300232) | Lindenstraße 6, 7, 10, 11, 17 (Karte)                      | Bezeichnet mit 1721 (Herrenhaus); 1. Hälfte 18. Jh (Gutsverwalterhaus und Torhaus); um 1900 (Gutsarbeiterhaus) | Einzeldenkmale der Sachgesamtheit Rittergut und Park Wiederoda; Anlage von baugeschichtlicher, kunstgeschichtlicher und ortsgeschichtlicher Bedeutung. - Herrenhaus (Nummer 17): zweigeschossiger massiver Putzbau (Ziegel, Bruchstein), Mansarddach mit Dachhäuschen und Okuli, Biberschwanzdeckung erneuert, Sandsteingewände, altes Treppenhaus, Innentüren, im Inneren Anfang 20. Jahrhundert umgestaltet, im Eingangsbereich zwei Säulen auf reliefierten Postamenten, vor Gebäude Freitreppe - Portal: dreifach gestaffelte Pilaster als seitliche Rahmung, darüber ungewöhnlicher gesprengter, profilierter Giebel mit Kartusche und Brünauschem Wappen, Fenstergitter, Altan des 19. Jahrhunderts - Torhaus (Nummer 11): zweigeschossiger massiver Putzbau, Ziegelmauerwerk, Mansarddach mit Dachreiter und Wetterfahne, originale Fenster, Putz später, verschiedenartige Gauben, Wappenstein, in Durchfahrt preußische Kappen - Gutsverwalterwohnhaus (vermutlich ehemals), Nummer 10: eingeschossiger massiver Putzbau (Ziegel) mit Mansardwalmdach, Biberschwanzdeckung, scharriertes Sandsteingewände, Fenster und Haustür erneuert, Fensterläden fehlen - Doppelwohnhaus (Nummer 6/7), ehemaliges Gutsarbeiterhaus: zweigeschossiger massiver Putzbau, Spritzputz, Krüppelwalmdach, schlichte Klinkertraufe, schlichte Putzgliederung, originale Ankerköpfe, schlichte Klinkergliederung, Fenster entstellend erneuert - Seitengebäude im Hof: eingeschossiger massiver Putzbau, Krüppelwalmdach, Mauer als Abtrennung zwischen beiden Gebäudehälften | 09299881 |
|                | Grenzstein | Lindenstraße 21 (Karte)                                    | Um 1820 | In eine Gebäudeecke eingemauerter und ca. 1,50 m hoher scharrierter Sandsteinpfeiler mit abgerundetem Kopf, Relief einer Krone, geschichtlich von Bedeutung | 09305168 |

## Tabellenlegende
- Bild: Bild des Kulturdenkmals, ggf. zusätzlich mit einem Link zu weiteren Fotos des Kulturdenkmals im Medienarchiv Wikimedia Commons. Wenn man auf das Kamerasymbol klickt, können Fotos zu Kulturdenkmalen aus dieser Liste hochgeladen werden:
- Bezeichnung: Denkmalgeschützte Objekte und ggf. Bauwerksname des Kulturdenkmals
- Lage: Straßenname und Hausnummer oder Flurstücknummer des Kulturdenkmals. Die Grundsortierung der Liste erfolgt nach dieser Adresse. Der Link (Karte) führt zu verschiedenen Kartendiensten mit der Position des Kulturdenkmals. Fehlt dieser Link, wurden die Koordinaten noch nicht eingetragen. Sind diese bekannt, können sie über ein Tool mit einer Kartenansicht einfach nachgetragen werden. In dieser Kartenansicht sind Kulturdenkmale ohne Koordinaten mit einem roten bzw. orangen Marker dargestellt und können durch Verschieben auf die richtige Position in der Karte mit Koordinaten versehen werden. Kulturdenkmale ohne Bild sind an einem blauen bzw. roten Marker erkennbar.
- Datierung: Baubeginn, Fertigstellung, Datum der Erstnennung oder grobe zeitliche Einordnung entsprechend des Eintrags in der sächsischen Denkmaldatenbank
- Beschreibung: Kurzcharakteristik des Kulturdenkmals entsprechend des Eintrags in der sächsischen Denkmaldatenbank, ggf. ergänzt durch die dort nur selten veröffentlichten Erfassungstexte oder zusätzliche Informationen
- ID: Vom Landesamt für Denkmalpflege Sachsen vergebene, das Kulturdenkmal eindeutig identifizierende Objekt-Nummer. Der Link führt zum PDF-Denkmaldokument des Landesamtes für Denkmalpflege Sachsen. Bei ehemaligen Kulturdenkmalen können die Objektnummern unbekannt sein und deshalb fehlen bzw. die Links von aus der Datenbank entfernten Objektnummern ins Leere führen. Ein ggf. vorhandenes Icon  führt zu den Angaben des Kulturdenkmals bei Wikidata.

## Ausführliche Denkmaltexte
1. ↑  Jagdschloss Wermsdorf:
Geschichte:
  - 1574 Kurfürst August erwarb das Dorf Wermsdorf und lässt ein kleines Jägerhaus gegenüber dem alten Herrensitz (Starschedelsche Haus) errichten
  - 1608/1609 Beginn des Schlossneubaus und der Stallungen
  - 1626 Vollendung des Schlosses nach mehreren Um- und Anbauten
  - 1721 Abtragung des Starschedelsche Herrenhauses und Errichtung von Wirtschafts- und Stallgebäuden an dessen Stelle, zu dieser Zeit ist das Schloss im Westen und Norden von einem Schlossgraben umgeben, im Westen befindet sich zwischen Schloss und Graben ein halbkreisförmiges „Lustgärtlein“ mit ornamental gestalteten Parterres, westlich des Grabens schließen sich Boskettbereiche an
  - 1724 mit der Fertigstellung von Schloss Hubertusburg verlor das Jagdschloss an Bedeutung.
  - 1874/1875 ließ König Albert das Schloss durch Hofbaurat Krüger restaurieren und wieder als Jagdschloss einrichten, der Schlossgarten hatte zu dieser Zeit einen parkähnliche Charakter, der Graben war bis auf den südlichsten Abschnitt fast vollständig verfüllt
  - 1918 das Schloss wurde geräumt
  - 1924 in den Räumen des Schlosses wurden Wohnungen eingerichtet
  - heute wird das Jagdschloss als Sitz des Gemeindeamtes genutzt

Schutzgüter:
  - Altes Jagdschloss: zweigeschossiger dreiflügeliger Bau, Satteldächer, Biberschwanzdeckung, Fledermausgauben, Volutengiebel, Wendelstein, Fenstergitter im Erdgeschoss, Sandsteingewände, Sandsteinerker, zweischiffiger Stall mit Stützen und Kreuzgratgewölbe
  - Brücke über ehemaligen Schlossgraben: verputztes Mauerwerk, Brüstung mit Granitplatten abgedeckt, Torpfeiler (verputzt), seitlich rundbogige Durchgänge zum heutigen Park, 14 Grenzsteine wohl aus Wermsdorfer Forst (19. Jahrhundert)
  - Brunnenhaus: verputzter Sockel über Brunnenschacht, darüber Holzhäuschen im Schweizer Stil
  - Reithalle: eingeschossiger Bau, sichtiges Werksteinmauerwerk, hohes geschweiftes Walmdach mit Biberschwanzdeckung (um 1890), vermutlich 17./19. Jahrhundert
  - Denkmal für König Albert: Bronze, nach historischen Fotos 1998 rekonstruiert und 2000 aufgestellt
  - Schlossgarten:
    - Bauliche Schutzgüter:
      - Einfriedung: Bruchsteinmauer, teilweise verputzt, nördlicher Parkbereich mit schmiedeeiserner Einfriedung auf Ziegelsockel
      - Erschließung: 
        - Zugänge: Hauptzugang zum Schlosshof von Norden über die Brücke durch das Tor, Pforte und Zufahrt mit zweiflügligem Ziergittertor zum Schlosshof von Süden, Pforte von der Brücke in den Schlossgarten nördlich des Schlosses
        - Wegesystem: vom historischen Wegesystem der landschaftlichen Gestaltung ist lediglich ein mit wassergebundener Decke befestigter Rundweg um die Pferdeschwemme erhalten, im Schlosshof entlang der Gebäude und auf der Brücke unregelmäßiges Kopfsteinpflaster

      - Gartenausstattung: nördlich des Schlosses befindet sich eine Sammlung von Grenzsteinen, Wasserelemente: aus Naturstein gemauerte Pferdeschwemme südwestlich des Schlosses, Teil des ehemaligen Schlossgrabens

    - Vegetation: wertvoller Altbaumbestand aus u. a. Stiel-Eiche (Quercus robur), Carpinus betulus (Hainbuche), Rot-Buche (Fagus sylvatica), Esche (Fraxinus excelsior), Linde (Tilia spec.), Schwarz-Kiefer (Pinus nigra), Eibe (Taxus baccata) mit dendrologischen Besonderheiten wie Ungarische Eiche (Quercus frainetto), Sumpf-Eiche (Quercus palustris) und Rot-Eiche (Quercus rubra), Linde (Tilia spec.) als Solitär im Schlosshof – Nachpflanzung als Ersatz für einen um 1900 an dieser Stelle gepflanzten Baum, Reste einer Hainbuchen-Hecke (Carpinus betulus) teilen den westlichen Bereich mit der Reithalle vom restlichen Schlossgarten ab
    - Sonstige Schutzgüter: ehemals freie Blickbeziehung von Norden auf das Schloss, heute durch hohe Bäume verstellt, Blick vom Schlosshof durch die Linden-Allee nach Süden nach Hubertusburg